# Histoire des Juifs aux États-Unis
L’histoire des Juifs aux États-Unis est liée aux vagues d'immigration européennes dues aux perspectives sociales et économiques des États-Unis d'Amérique, et alimentées par l'antisémitisme et les persécutions des Juifs d'Europe. L'antisémitisme aux États-Unis a de fait toujours été moins répandu qu'en Europe.
Bien que fondée au XVIIe siècle par des séfarades venus de Recife au Brésil la communauté juive aux États-Unis est composée principalement d'ashkénazes qui ont émigré d'Europe centrale et d'Europe de l'Est, et de leurs descendants nés sur le sol américain. Toutefois, des représentants de toutes les traditions juives et même un petit nombre de convertis récents appartiennent à cette communauté qui englobe la gamme complète de la pratique religieuse, des ultra-orthodoxes Haredis aux Juifs qui se proclament laïques et athées.
Avec environ 7 millions de personnes, la communauté juive américaine était, en 2019, la plus importante de la diaspora.

## Histoire

### Les origines sépharades

#### Installation à la Nouvelle-Amsterdam

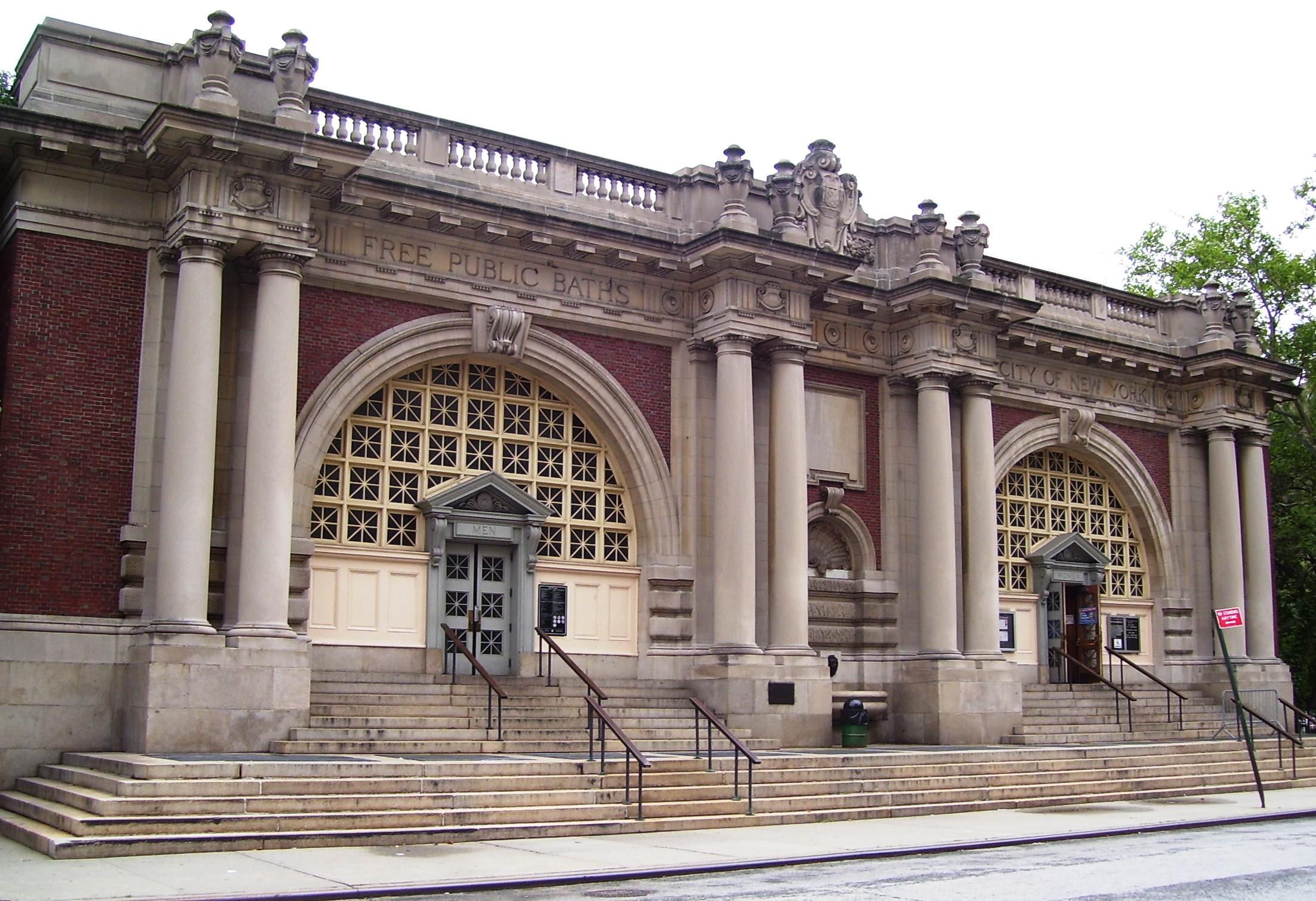
Les bains publics Asser Levy, partie de la Centre de récréation Asser-Levy, sur la place Asser-Levy à Manhattan (New York), portent le nom d'un des premiers citoyens importants de la ville et défenseurs des droits civiques.

Le 22 août 1654, probablement accompagné de Jacob Aboaf, Solomon Pietersen et d'Asser Levy (en), naviguant à bord du Peereboom venu de Hollande, avec des passeports qui leur donnent la permission de faire du commerce dans la colonie néerlandaise de New Amsterdam, Jacob Barsimson (en), qui avait reçu, le 8 juillet 1654, l'ordre de son employeur, la Compagnie néerlandaise des Indes orientales, de se rendre à la Nouvelle-Amsterdam, est le premier Juif à débarquer sur le territoire de ce qui allait devenir les États-Unis, ; il est Néerlandais. La première communauté juive est fondée quelques semaines plus tard par vingt-trois Juifs venus à bord du St. Catrina, fuyant Recife (Brésil), ville qui, après avoir été néerlandaise, vient d'être reconquise par les Portugais qui y ont rétabli l'Inquisition.
Ces Juifs, dont les noms laissent penser qu'ils sont en majorité sépharades, et d'origine probablement néerlandaise, débarquent à la Nouvelle-Amsterdam et ne tardent pas à être en butte à l'antisémitisme, notamment du gouverneur, Pieter Stuyvesant, calviniste convaincu et opposé à la diversité religieuse. Bien décidé à chasser les Juifs de la Nouvelle-Amsterdam, il leur interdit le négoce avec les Indiens, le droit d'acheter une maison, le droit de vote ou de servir dans l'armée. Il faut deux ans pour que la Compagnie néerlandaise des Indes occidentales, l'employeur de Pieter Stuyvesant, leur accorde ces droits, sous la pression des immigrants, Jacob Barsimson et le Lituanien Asher Lévy en tête, ce dernier devenant le premier Juif propriétaire immobilier en Amérique du Nord,. Le gouverneur continue cependant de leur interdire la construction d'une synagogue, même s'il doit les laisser pratiquer ce qu'il appelle leur « abominable religion ».
Ces 23 Juifs installés en 1654 dans le futur New York seront 300 en 1750 et deviendront plus d'un million de ses habitants en 2012,.

#### Lente expansion sur la côte est

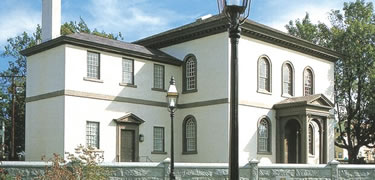
Synagogue Touro (Newport, Rhode Island) fondée en 1763.

Face à l'hostilité de Pieter Stuyvesant, la plupart des Juifs quittent la Nouvelle Amsterdam d'où les Néerlandais sont eux-mêmes chassés par les Anglais dès 1664. Les colonies anglaises d'Amérique sont alors dominées par les Puritains, mais la diversité des sectes et les idées du philosophe John Locke profitent aux Juifs, pour la plupart sépharades, qui s'établissent à Newport en 1677, à Savannah en 1733, à Philadelphie en 1745, à Charleston en 1750.
La congrégation Shearith Israel, fondée dès l'arrivée des Juifs à la Nouvelle-Amsterdam, établit la première synagogue sur Mill Street à New York en 1730. En 1740, le parlement anglais passe une loi permettant aux Juifs d'être naturalisés dans les colonies américaines et en 1763, la plus vieille synagogue américaine encore existante, la synagogue Touro est inaugurée à Newport. Les premiers sermons y sont donnés en espagnol par le rabbin (en) Ḥayyim Isaac Carregal.
En 1766, Isaac Pinto (en) publie, à New-York, le premier livre de prières bilingue hébreu et anglais.

### La révolution américaine et la conquête des droits
La population juive est estimée entre 1 000 et 2 500 personnes lors de la guerre d'indépendance. Un Juif polonais, Haym Salomon, est un des financiers importants auprès des armées américaines et françaises.
Une centaine de Juifs participent à la guerre d'indépendance. La Constitution, dans son premier amendement, leur garantit la liberté religieuse que George Washington leur confirme dans une lettre à la communauté de la synagogue Touro. Toutefois, l'égalité devant la loi ne sera totale que lorsque tous les États auront aboli les règlements discriminatoires à l'embauche des fonctionnaires. Le dernier Etat à supprimer une telle clause est le New Hampshire en 1877. En fait, des mesures discriminatoires à l'entrée dans certaines institutions universitaires ou bancaires continueront jusqu'à bien avant dans le XXe siècle.
Les financiers Juifs contribuent au rattrapage de Philadelphie par New-York en participant à l'accord de Buttonwood de 1792, sous un platane de Wall Street. Parmi eux, Benjamin Mendes Seixas, Ephraim Hart et Alexander Zuntz, de la Synagogue de Shearith Israel, investissent aussi dans la création de la Bank of Rhode Island. Réunis jusque-là au « Tontine's Coffe House », ils ouvrent le New York Stock Exchange en 1817, sous la présidence de Nathan Prime.

### De l'indépendance à la loi Johnson-Reed (1776-1924)
Les États-Unis connaissent une immigration européenne au XIXe siècle et attirent les Juifs qui se heurtent à de multiples formes d'hostilité en Europe. Le développement des transports et l'antisémitisme grandissant accélèreront leur immigration dans la deuxième partie du XIXe siècle et au début du XXe siècle. La loi d'immigration Johnson-Reed (1924), en privilégiant l'immigration ouest et nord-européenne, ralentit notablement ce flux.

#### Immigration allemande

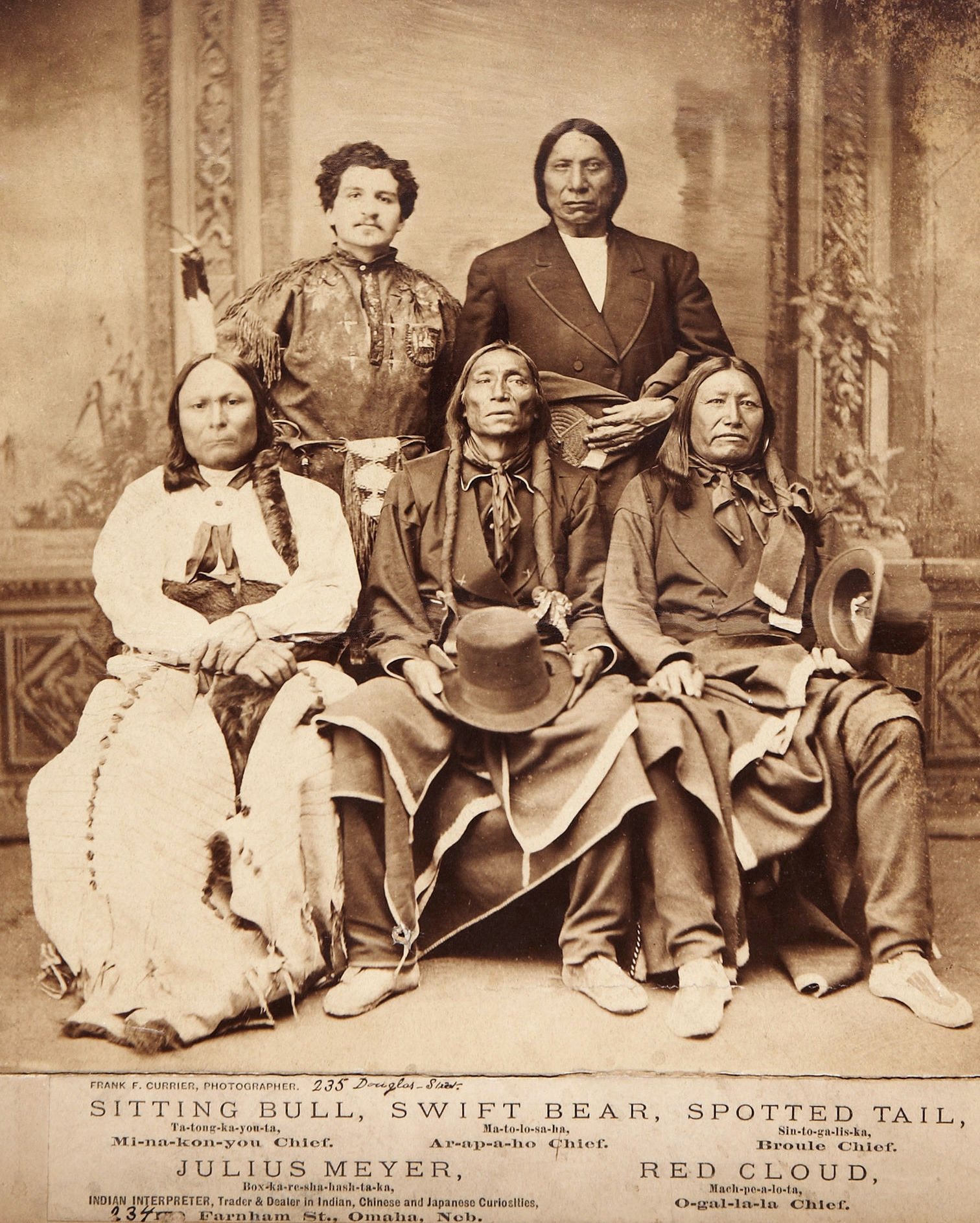
Julius Meyer (1851-1909), surnommé Box-ka-re-sha-hash-ta-ka (« chef blanc aux cheveux frisés à une seule langue/parole »), né à Bromberg, émigré à l'âge de 13 ans, devenu un temps interprète de langues amérindiennes, posant en compagnie de plusieurs chefs indiens ("Young" Sitting Bull des Oglallas, Red Cloud, Swift Bear et Spotted Tail) à Omaha (1875),.

L'émigration des Juifs européens vers les États-Unis va marquer l'histoire du peuple juif. Elle commence doucement après la chute de Napoléon. Celui-ci avait ouvert les murs des ghettos européens et avait aligné le statut des Juifs dans tout l'Empire sur celui de la France.

Après sa défaite, la réaction impose de nouvelles mesures discriminatoires contre les Juifs en Allemagne et en Bavière des manifestations antisémites se produisent en 1818 et 1819. En Prusse, dès 1822, ils ne peuvent plus prétendre à un emploi public. Le nombre de mariages juifs est limité. Aussi, dès 1836, les Juifs émigrent-ils de Bavière vers les États-Unis et en 1840 le nombre d'émigrants se montent à 10 000.

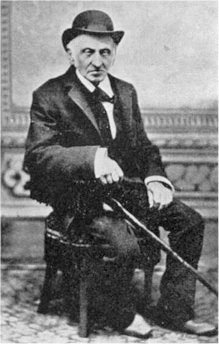
Louis Rose, pionnier à San Diego, fondateur de Roseville

Comme beaucoup l'étaient à cette époque en Europe, ils sont souvent colporteurs, quincaillers ou artisans, particulièrement dans la confection, mais ils trouvent à s'employer dans une économie américaine en plein développement. Assez rapidement, ils quittent New-York pour s'établir plus à l'ouest ou dans le Sud des États-Unis. Des communautés juives sont fondées à Saint-Louis (1837), Chicago (1845), La Nouvelle-Orléans ou même à San-Francisco. Ainsi peut l'illustrer Louis Rose venu de Neuhaus en Basse-Saxe à San Diego en 1850, via la Nouvelle-Orléans et le Texas, qui est le premier juif à s'y établir ; il y fonde sur ses deniers et organise la communauté juive, dont la Congrégation Beth Israel (aujourd'hui la plus grande synagogue de San Diego), il développe sa ville d'accueil tout en travaillant à son ranch dans le canyon qu'il a acquis, à sa tannerie et à sa vigne, et en 1869, il en fonde une autre adjacente à la baie, appelée Roseville (aujourd'hui un quartier de San Diego) puis il est nommé postmaster à 66 ans à Old Town,,.

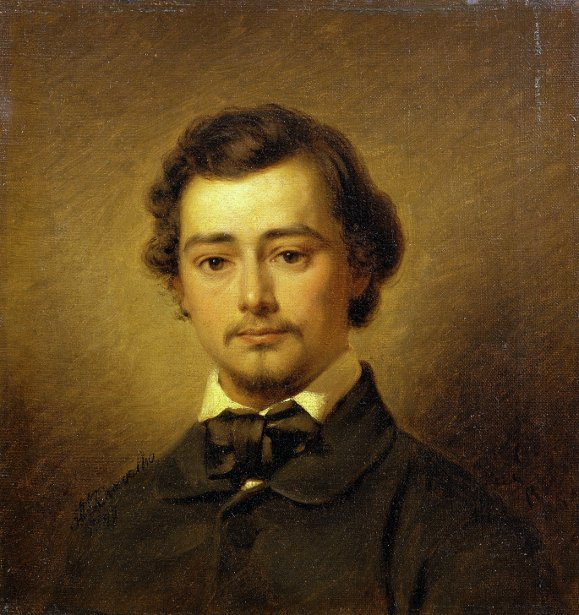
David Camden de Leon (1816-1872), surnommé the fighting doctor, chirurgien juif séfarade, héros de la guerre américano-mexicaine, chef de la division médicale de l'armée confédérée.

Les révolutions européennes de 1848 vont décider des couches plus bourgeoises de la population juive à émigrer et on verra des professeurs, des médecins, des rabbins partir pour l'Amérique. On estime la population juive des États-Unis à 15 000 en 1840, 50 000 en 1860, et 250 000 en 1880 alors qu'en même temps la population totale passait de 17 000 000 à 49 000 000.

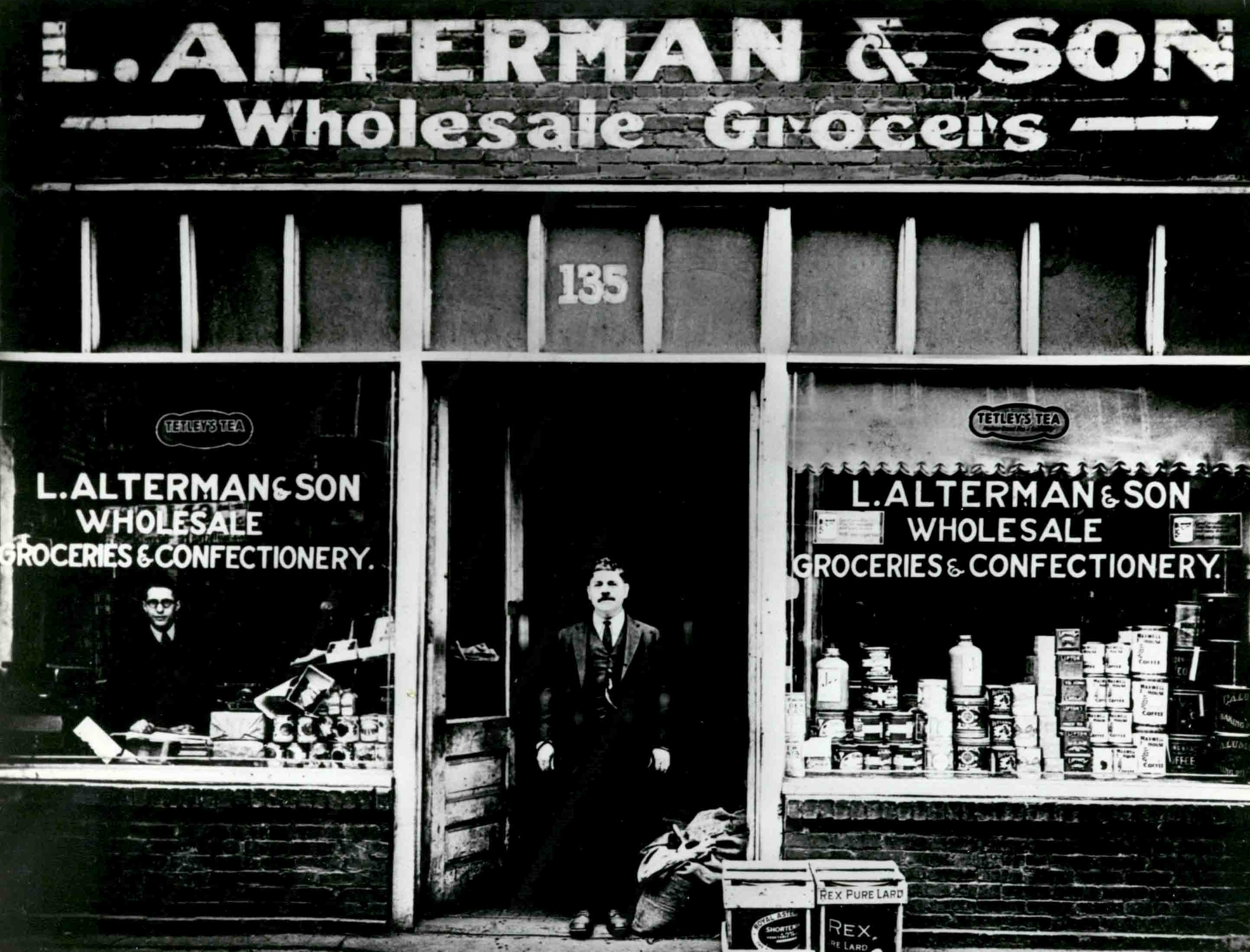
Louis Alterman devant son magasin au 135 Decatur st. à Atlanta (v. 1923).

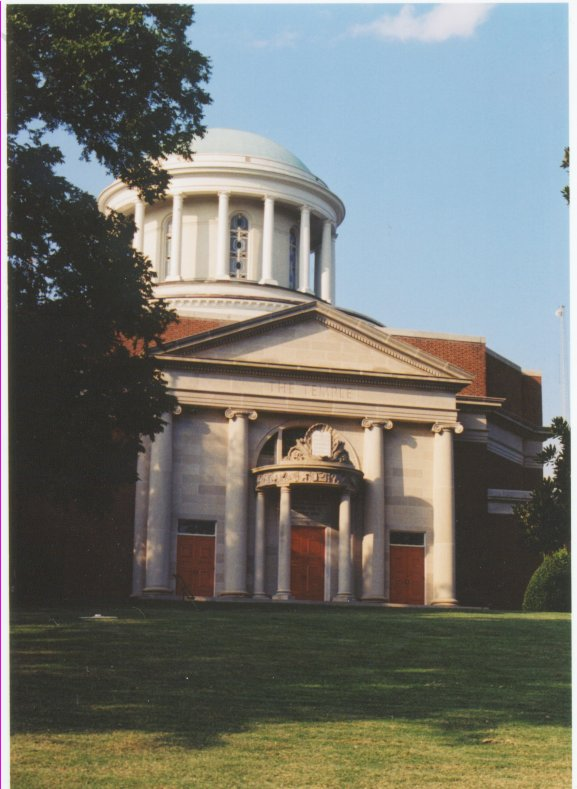
Synagogue réformée d'Atlanta (The Temple - 1875) dont l'architecture rappelle un temple grec.

Les juifs allemands transforment le judaïsme américain : ils sont ashkénazes, contrairement aux fondateurs de la communauté juive, qui étaient sépharades. La première synagogue ashkénaze, B'nai Yeshurun, est fondée en 1825 à New-York. De plus, la plupart se tournent vers le judaïsme réformé, issu de la Haskalah, qui naît en Allemagne dans la première partie du XIXe siècle. Le rabbin Isaac Mayer Wise, né à Prague en 1819 et mort à Cincinnati en 1900, met en place la première communauté réformée des États-Unis à partir de 1846 et de sa congrégation Beth-El d'Albany. Il consacre sa carrière à la structuration du judaïsme réformé qui devient rapidement majoritaire aux États-Unis. Il crée la Union of American Hebrew Congregations en 1873 puis en 1875, à Cincinnati, le premier séminaire pour rabbins réformés, le Hebrew Union College. La réforme du judaïsme, selon Wise, est radicale : elle rejette les « lois non adaptées aux vues et aux mœurs du monde moderne », l'anglais est la langue de prière, la cacherouth et le concept du peuple élu sont abandonnés ainsi que le port de la kippah et celui du talith, les offices sont mixtes. Pour Françoise Ouzan, l'objectif du judaïsme réformé était [alors] d'en faire « une religion proche du modèle protestant ». Cette approche est confirmée par la plate-forme de Pittsburgh de 1885 qui rejette la notion de peuple juif et de retour en Palestine. 

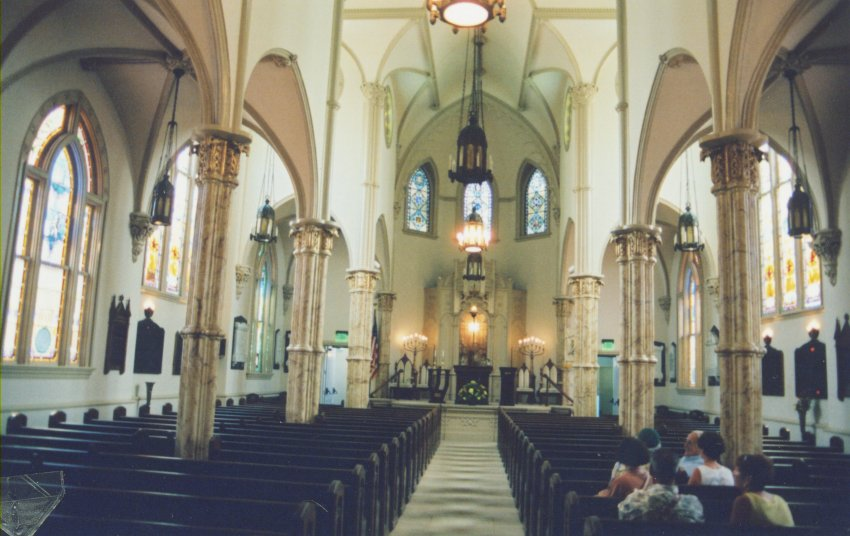
Synagogue réformée de Savannah (1877) dont l'architecture gothique rappelle une église.

Le judaïsme allemand donne aussi naissance au « judaïsme conservateur » dont l'inspirateur est le rabbin Zacharias Frankel (Prague, 1801 - Breslau, 1875). Il s'implante en Amérique quand des juifs réformés réagissent contre la trop grande liberté de leur pratique et créent en 1886 le « Jewish Theological Seminary of America ». Le judaïsme conservateur reste assez proche du judaïsme orthodoxe, maintient l'hébreu dans les offices et la cacherouth mais se sépare de l'orthodoxie en acceptant la mixité des offices.
Une bourgeoisie aisée se développe rapidement parmi la communauté juive venue d'Allemagne. Des entrepreneurs ou des banquiers réussissent particulièrement bien comme les Guggenheim, les Lehman ou les Straus (Isidor Straus fut, avec son frère Nathan, propriétaire des magasins Macy's et son frère Oscar Straus, le premier Juif membre du cabinet américain en tant que Secrétaire au Commerce et au Travail, de 1906 à 1909.
Les premières sociétés de bienfaisance sépharades avaient été créées en 1822 et en 1843, 12 immigrés allemands fondent le Bnai Brith (les fils de l'Alliance) qui est devenu la plus grande organisation caritative juive.

#### Immigration d'Europe orientale

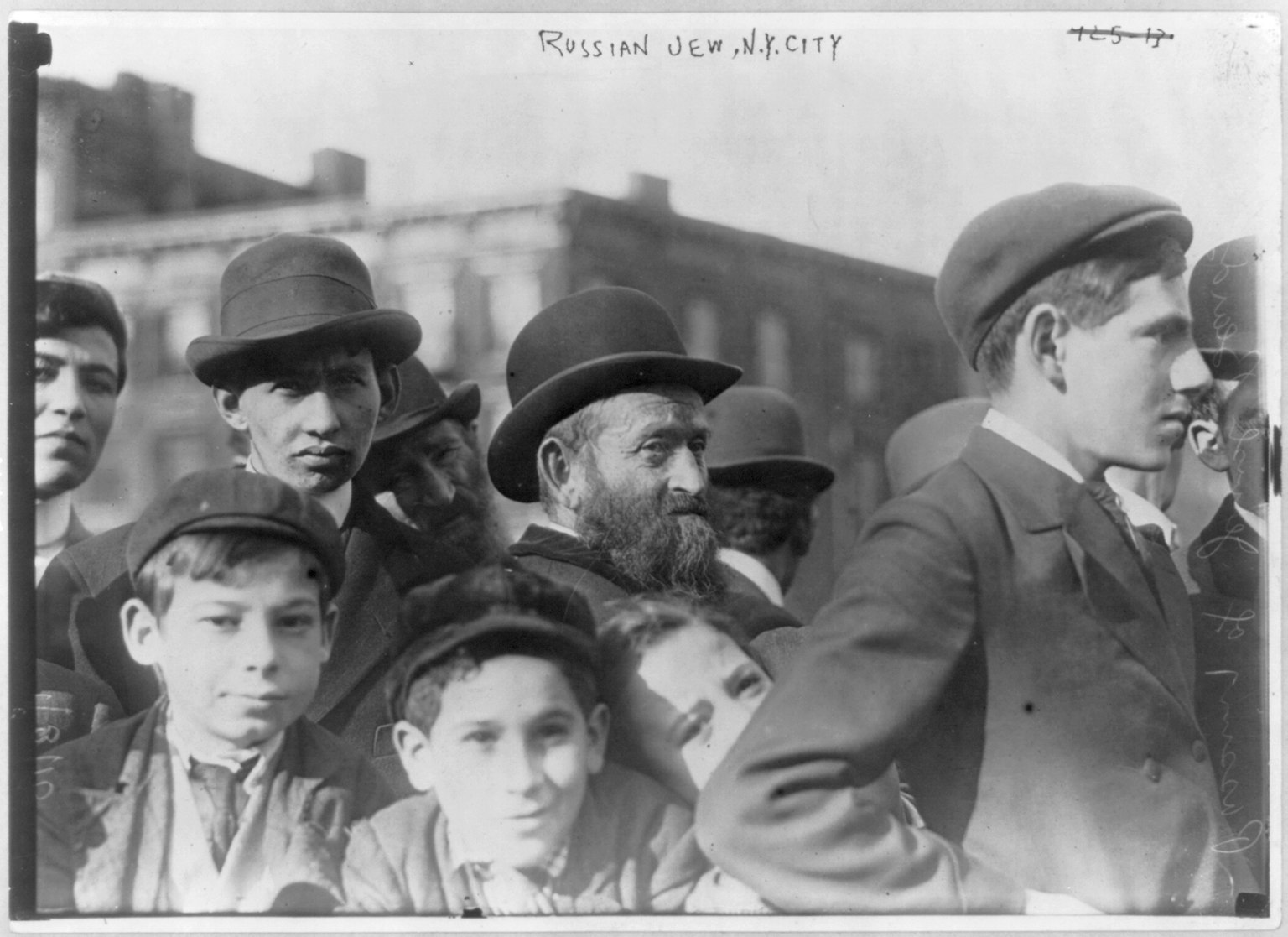
Juifs russes à New York

Dès les années 1870, les immigrants d'Europe orientale arrivent aux États-Unis comme le montre la parution des premières publications en yiddish. Mais c'est à partir de l'assassinat du tsar Alexandre II en 1881 et des vagues de pogroms qui l'ont suivi que l'immigration devient massive. Elle est renforcée par l'expulsion des Juifs de Moscou en 1890, par les pogroms de Kichinev en 1903 et par ceux qui suivent la défaite russe dans la guerre russo-japonaise et la révolution avortée de 1905. Cette immigration amène deux millions de Juifs en Amérique et n'est ralentie qu'avec l'Immigration Act de 1924.

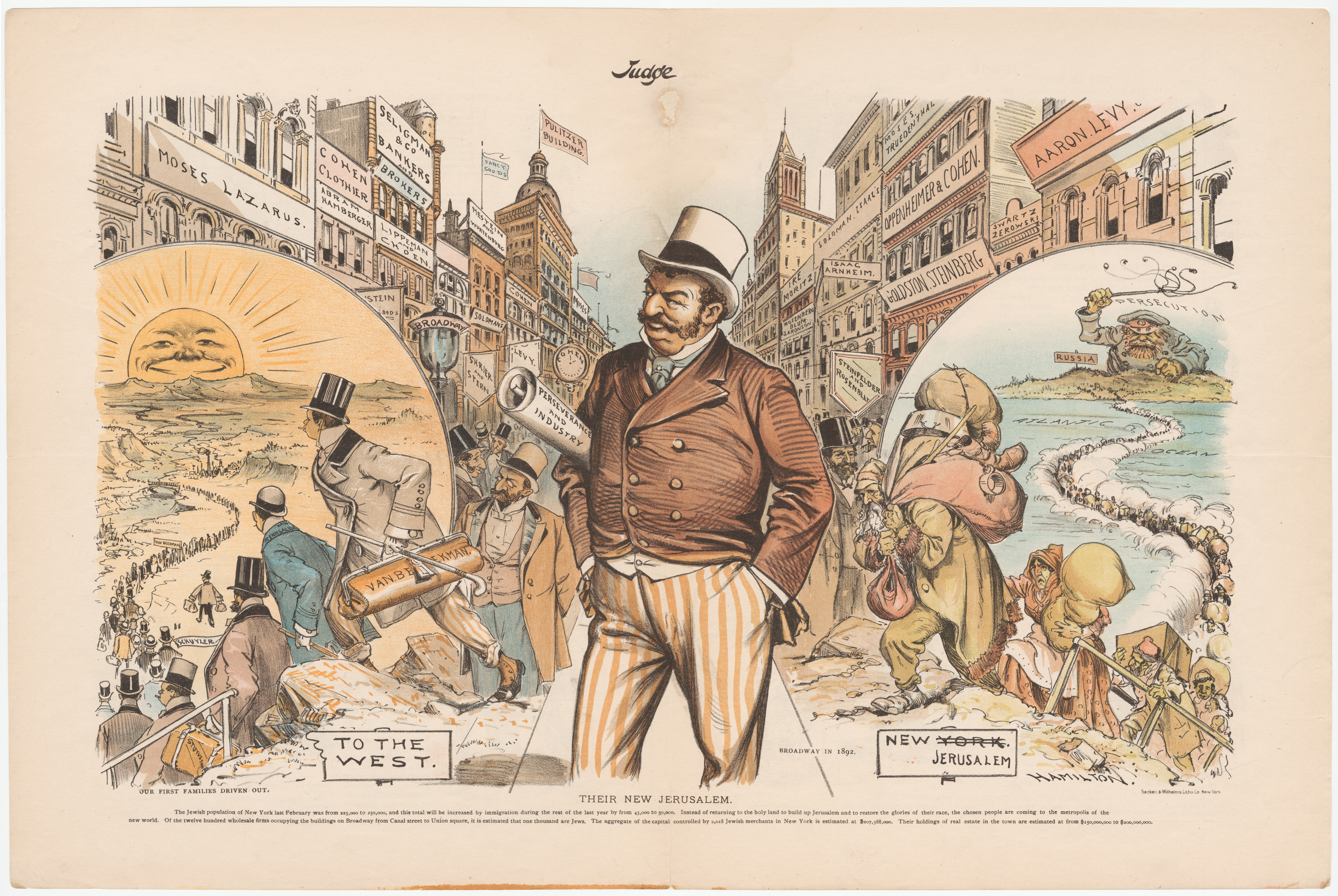
« Leur Nouvelle Jérusalem », caricature du magazine Judge (1892) montrant des Juifs chassés de Russie par les fouets de la persécution, arrivant à New York en haillons et devenant prospères notamment à Brodway, grâce à leurs « persévérance et industrie ». Pendant ce temps, les descendants des « premières familles » de la ville (colons hollandais protestants, Schuyler,) se dirigent vers l'Ouest américain à la recherche de nouvelles opportunités.

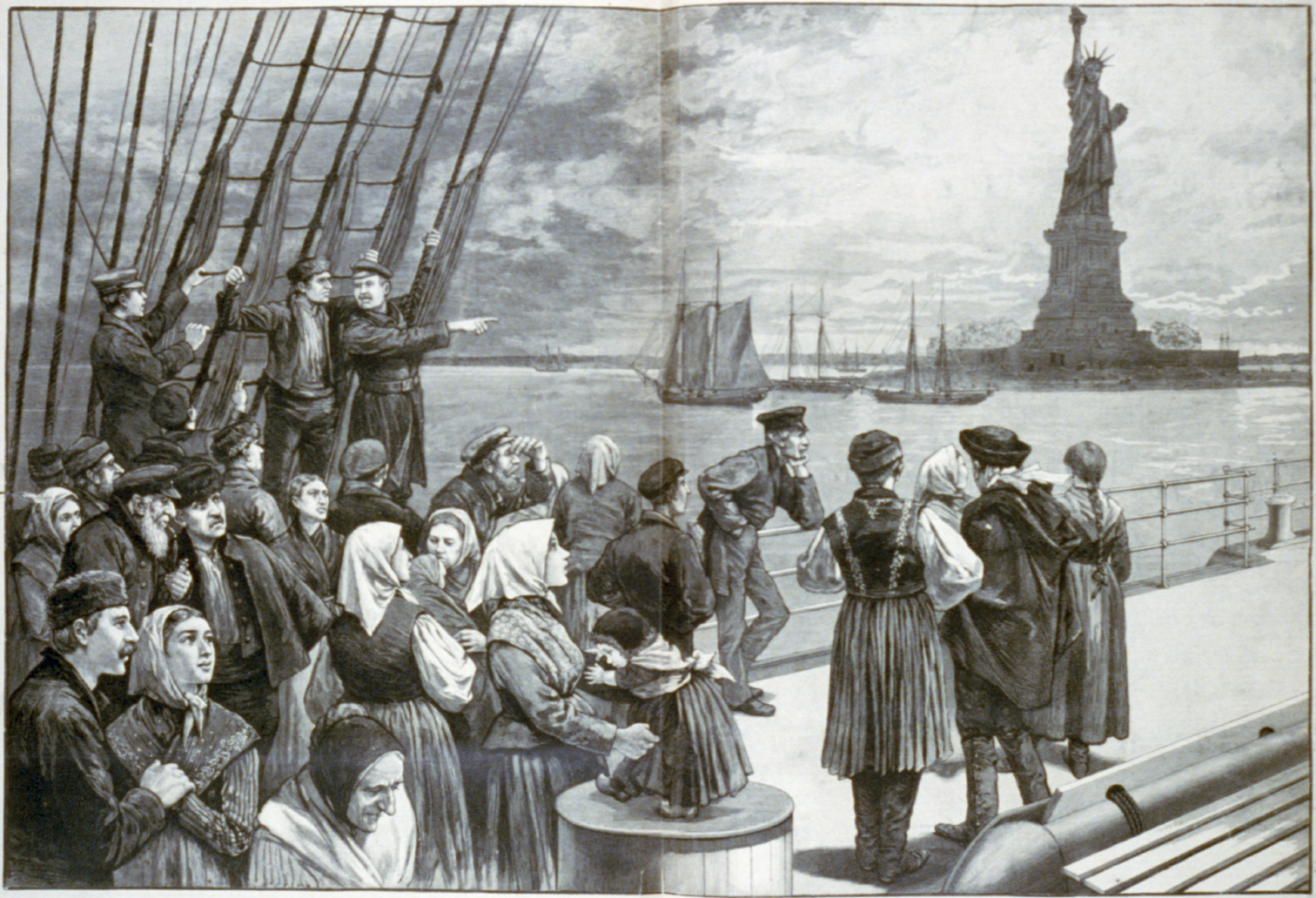
Immigrants juifs européens arrivant à New York sur Frank Leslie's Illustrated Newspaper (1887)

L'immigration de ces Juifs se fait dans des conditions très difficiles : ils sont pauvres, voyagent le plus souvent en troisième classe et ils débarquent à Ellis Island où ils ont à affronter les formalités d'immigration dont surtout l'inspection médicale. Des centaines de milliers de personnes sont renvoyées. Les autres passent et déclinent leur état-civil souvent américanisé ou même transformé si l'officier d'état-civil et l'immigrant ne se sont pas compris.

Logo de l'Union Orthodoxe, apposé sur les produits cachers aux États-Unis et souvent ailleurs dans le monde
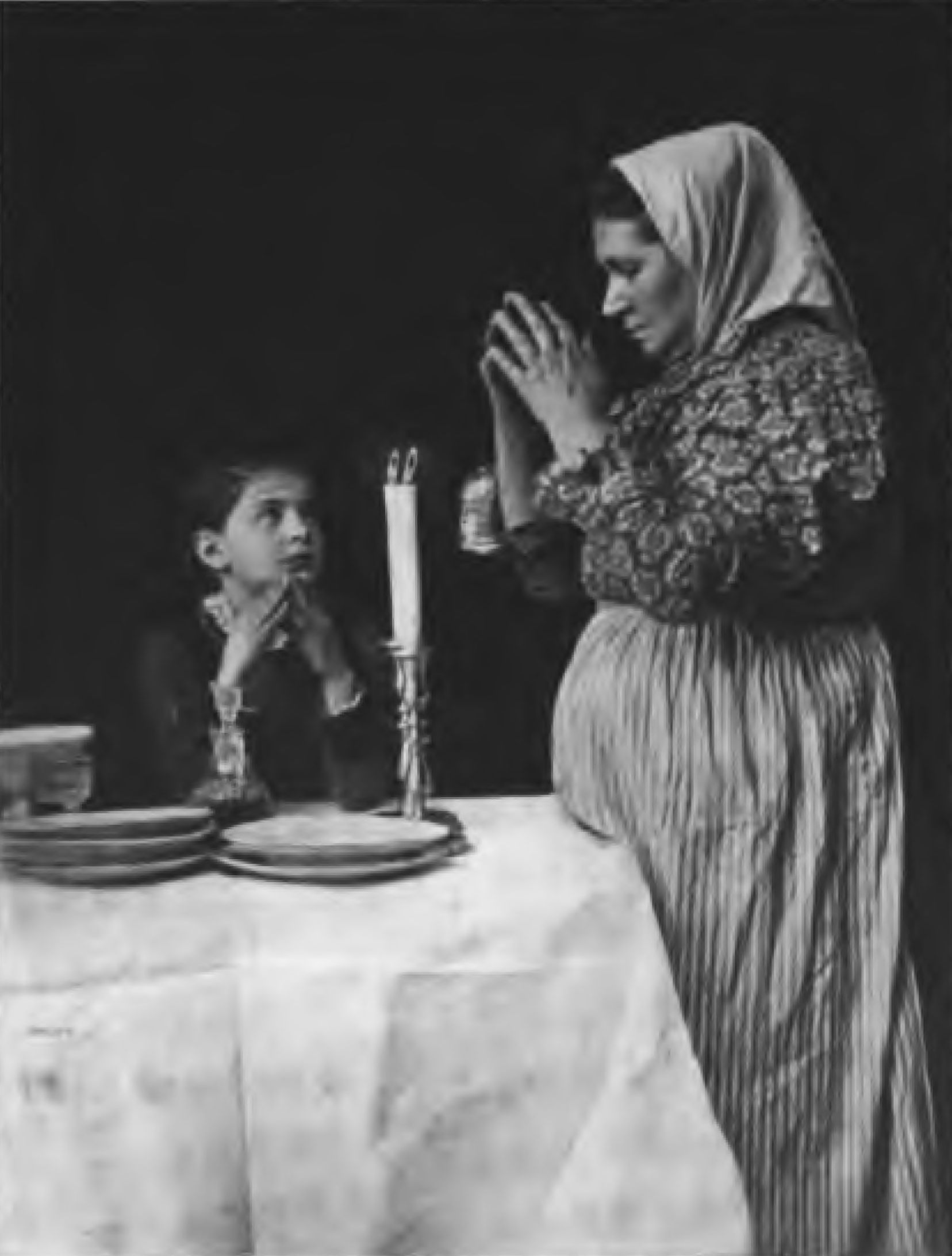
Bénédiction des bougies de Shabbat dans une maison de Juifs russes émigrés, (1907)
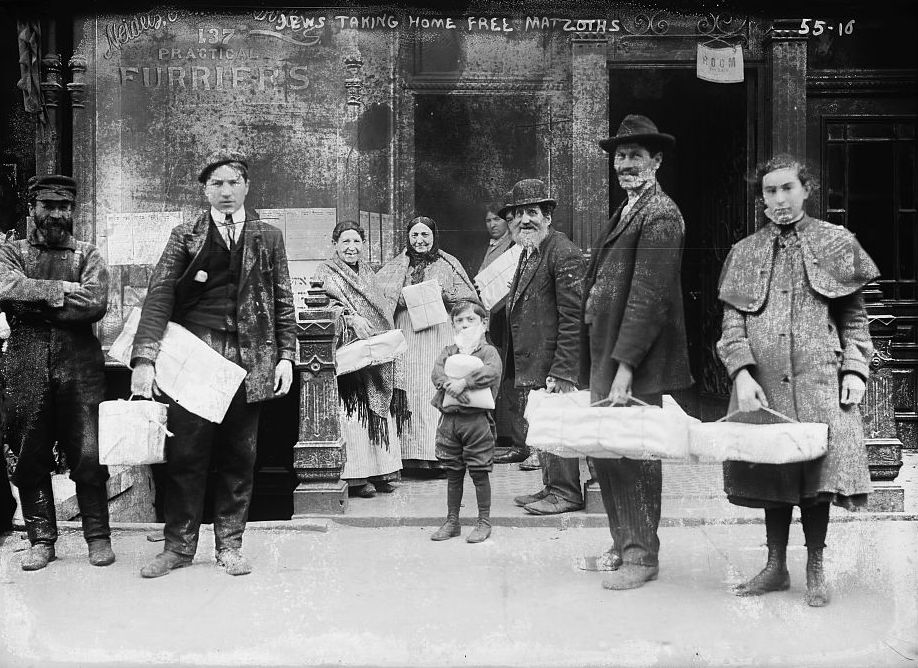
Juifs nécessiteux rapportant chez eux des matzots offertes, New York (1908)

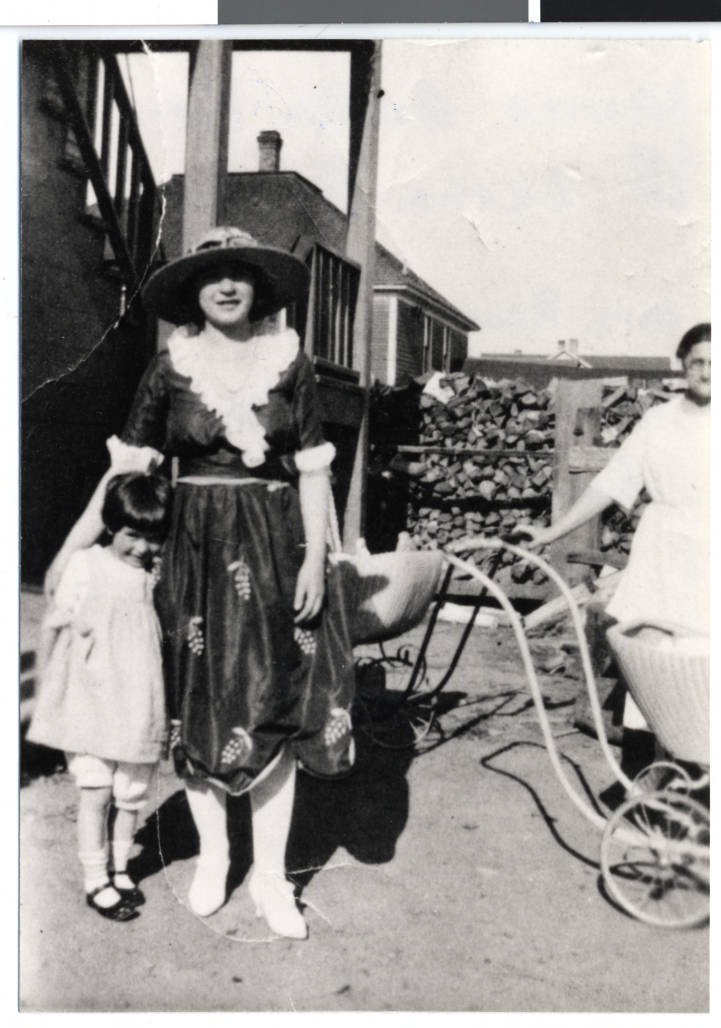
Leona Gordon et sa fille Anita, dont la famille venue de Lituanie s'est installée à Duluth puis à Ely - dans la cour-arrière du magasin familial avec les appartements en étage, alors que Mme Rosenbloom est à droite de la photographie (v. 1921)

Ces immigrants parlent yiddish et sont pour la plupart beaucoup plus pratiquants que leurs prédécesseurs allemands. Non sans hostilité de la part des Juifs plus anciennement installés, ils transforment à leur tour la communauté juive américaine, particulièrement à New-York où ils s'établissent en redonnant pleine vigueur au judaïsme orthodoxe, pratiqué comme dans les shtetl d'Europe orientale. Ils portent souvent chapeau et caftan noirs et une barbe imposante. L'Union des Congrégations Orthodoxes d'Amérique (Union of Orthodox Jewish Congregations of America, plus connue sous le nom d'Orthodox Union ou encore OU) est créée en 1898.

Ces Juifs d'Europe orientale se distinguent donc de leurs coreligionnaires allemands par le fait que la Haskalah les a beaucoup moins influencés et en ayant peu de culture laïque. De multiples mouvements orthodoxes ou hassidiques animent ces communautés et sur le plan politique, le sionisme et le socialisme sont influents.
Ainsi, une frange de la jeune immigration russe, de famille orthodoxe, s'assimile rapidement au nouveau monde qui contraste avec la maison familiale et le heder que l'on pousse encore à fréquenter, alors que l'école publique américaine obligatoire propose des disciplines nouvelles, et le pays de grandes opportunités pratiques que les Juifs saisissent avec enthousiasme. Des institutions caritatives telles que the University Settlement (en) ou the Educational Alliance (en) permettent de combiner les éléments juifs et américains, et gagner dans l'échelle sociale.
Au moment où les juifs réformés rapprochaient le judaïsme d'une secte protestante supplémentaire, ils lui redonnent la culture du « yiddishland ». De nombreux journaux en yiddish paraissent, certains traditionalistes, d'autres sionistes, comme le Poale Tsion. Le plus célèbre d'entre eux est le quotidien « פֿאָרווערטס (Forverts) » (ou Jewish Daily Forward) qui emprunte son titre à celui du journal du parti social-démocrate allemand Vorwärts. Entre 1915 et 1940, on compte une dizaine de quotidiens tirant en tout à 600 000 exemplaires.
La littérature yiddish a pu aussi s'exprimer grâce à cette presse. De grands écrivains, certains vivant alors encore en Europe, y sont publiés tels Sholem Asch ou Israel Joshua Singer, surtout durant l'entre-deux-guerres. Quant aux troupes théâtrales, il en existe plus d'une vingtaine à New-York en 1920.

#### Antisémitisme

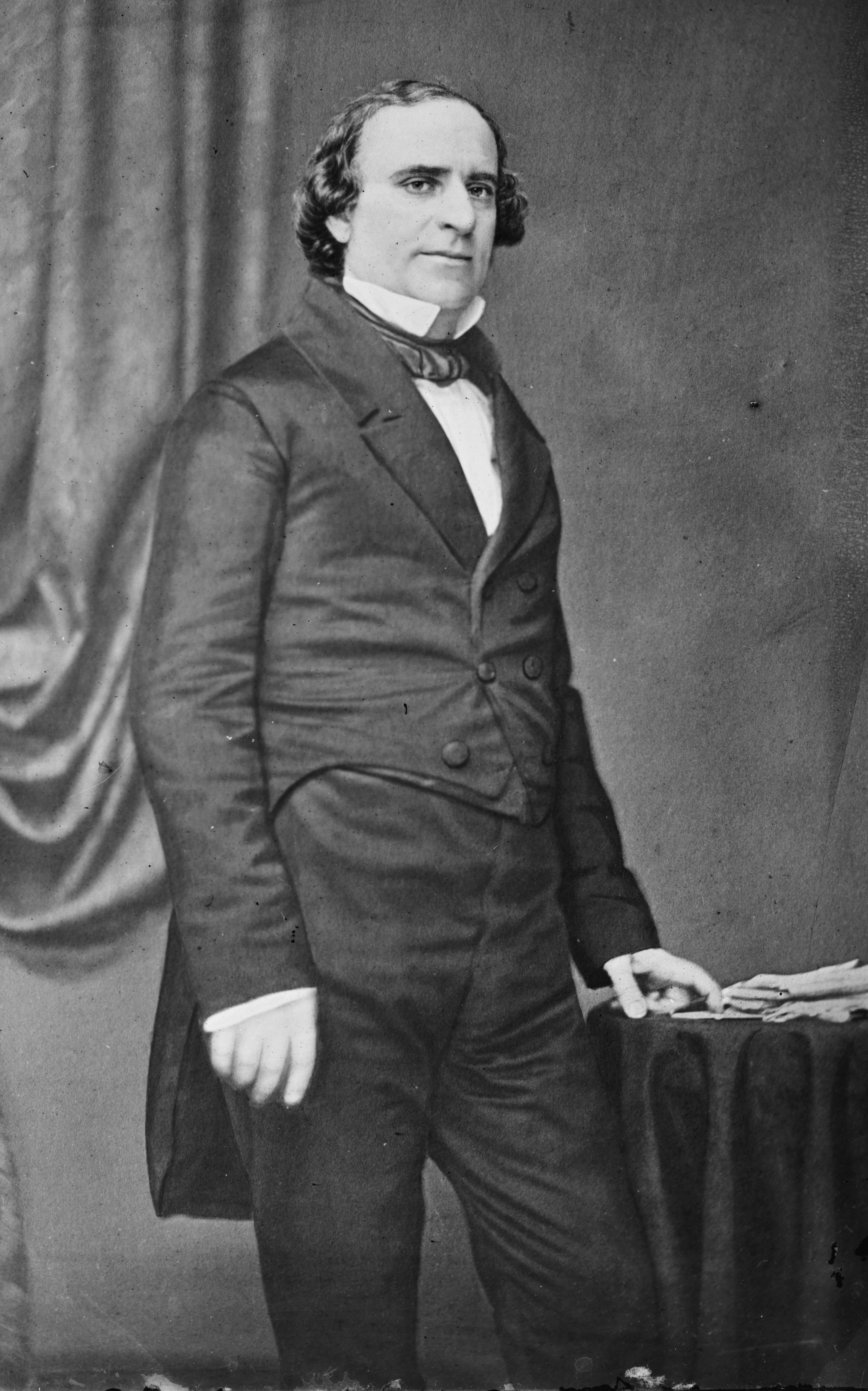
David Levy Yulee (1810 - 1886), avocat américain et sénateur de Floride, surnommé « Père des chemins de fer de Floride », d'ascendance séfarade marocaine, converti au christianisme et néanmoins victime d'antisémitisme (v. 1860). La ville de Yulee, le comté de Levy en Floride ou le Liberty Ship SS David L. Yulee ont été nommés en son honneur.

Les Juifs ont beaucoup moins souffert de l'antisémitisme en Amérique qu'en Europe, mais celui-ci n'a jamais été absent. Les propos méprisants de Pieter Stuyvesant ont été cités plus haut ; les interdictions d'embauche de fonctionnaires juifs ont existé pendant une bonne partie du XIXe siècle. Pendant la guerre de Sécession, le général Grant expulse les Juifs des territoires sous son contrôle mais le président Lincoln annule rapidement cet ordre. Il faut aussi mentionner les nombreux hôtels, restaurants ou country-clubs interdits aux Juifs autour des années 1900.
Dans ses mémoires, le musicien Louis Armstrong, élevé à La Nouvelle-Orléans en partie par ses voisins juifs d'origine russo-lituanienne, témoigne de sa découverte de l'antisémitisme exercé par « d'autres Blancs », qu'il considère plus discriminatoire que le racisme envers les Noirs.
Plus sérieuse encore est l'affaire Leo Frank qui, de 1913 à 1915 révèle l'antisémitisme d'une partie du Sud profond : un jeune cadre juif est accusé d'avoir violé et tué une jeune ouvrière de 12 ans. Condamné à mort par un tribunal géorgien, sa peine est commuée par le gouverneur de Géorgie en détention perpétuelle quand une campagne de presse révèle toutes les failles de l'accusation. La foule envahit la prison où Frank est détenu et le lynche à mort peu après. Il faudra attendre les années 1980 pour que l'innocence de Leo Frank soit définitivement reconnue. Cette affaire aboutit à la création par le Bnai Brith de l'Anti-Defamation League (ADL) qui sera à la pointe de la lutte contre l'antisémitisme et plus généralement contre le racisme.

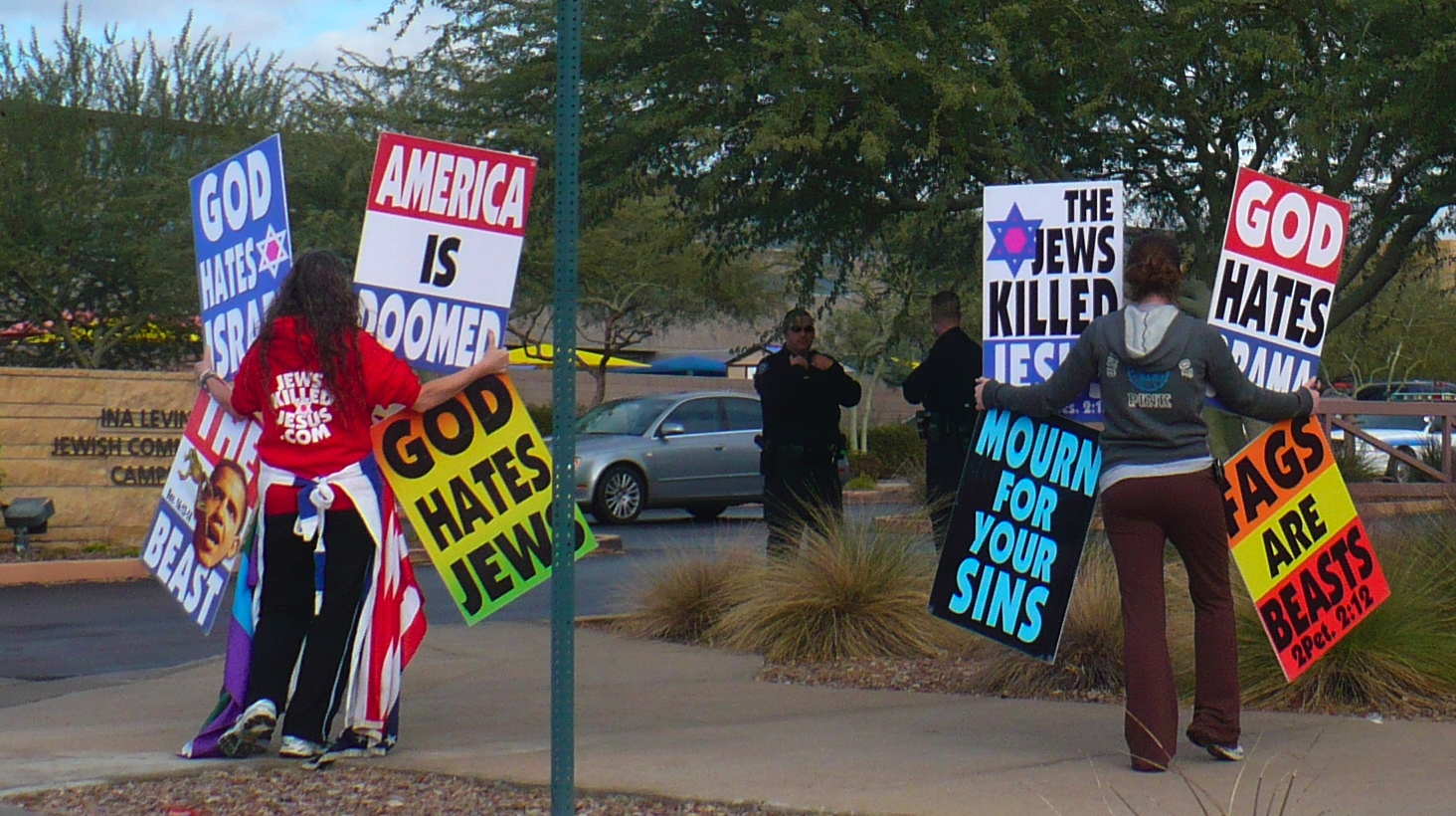
Baptistes de Westboro aux affiches haineuses, devant un centre communautaire juif (2010).

Une autre manifestation d'antisémitisme est le numerus clausus que beaucoup d'universités privées instituent à l'encontre des Juifs à partir de 1922, à l'initiative de l'université Harvard. La justification en est un poncif de l'antisémitisme : « Si chaque école dans le pays, n'admettait qu'un nombre limité de Juifs, nous ferions un grand pas vers l'élimination des sentiments racistes parmi les étudiants ». Ce système de quotas, qui ne fut jamais ouvertement affiché, dure jusque dans les années 1950 ou 1960.

## L'entre-deux-guerres

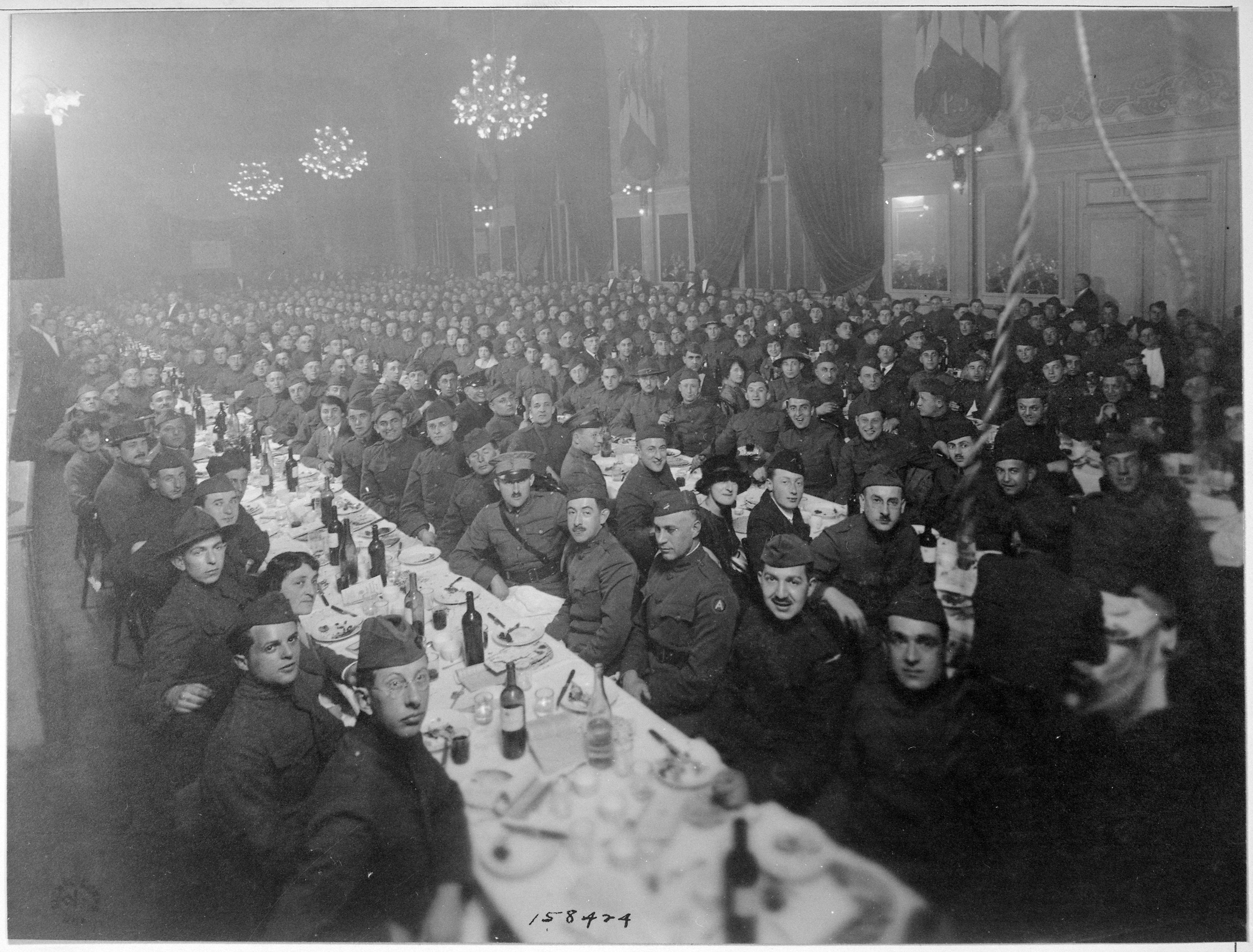
Soldats juifs des Forces expéditionnaires américaines célébrant la pâque juive à Paris (avril 1919).

Dès 1921, les conditions d'immigration deviennent plus difficiles et en 1924 la loi Johnson-Reed met un terme à l'immigration massive d'Europe orientale : elle limite l'immigration annuelle des ressortissants d'un pays à 2 % des natifs de ce pays, établis aux États-Unis en 1890. C'est une façon efficace de limiter le nombre d'immigrants et de privilégier ceux venant des îles britanniques ou d'Allemagne.

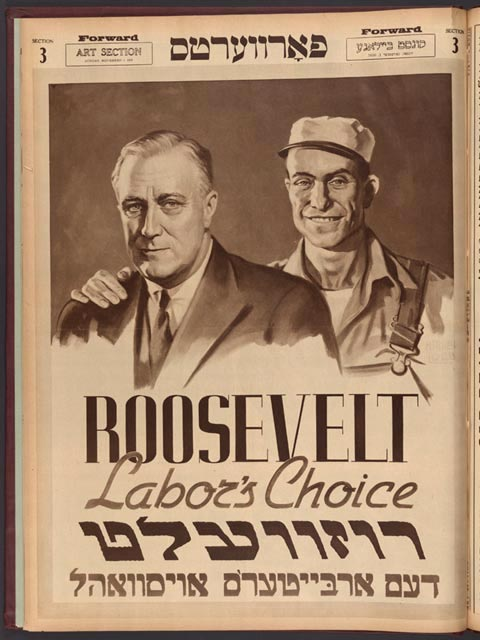
Le quotidien yiddish Forverts soutient Franklin Roosevelt en 1936.

Durant cette période, les grandes organisations sont créées ou prennent leur essor. La communauté juive américaine n'est pas centralisée comme celle de France mais quelques organisations essayent de la fédérer : l'American Jewish Committee (AJC) fondé en 1906 est un peu l'équivalent de l'actuel CRIF en France et veut représenter l'ensemble du judaïsme américain. L'ADL, déjà citée, lutte aussi bien contre le racisme du Ku Klux Klan que contre celui de certains milieux chrétiens extrémistes représentés particulièrement par le père Charles Coughlin. L'American Jewish Joint Distribution Committee, créé en 1914 qui se fera connaître en Europe pendant et après la Seconde Guerre mondiale sous le nom de « Joint », se spécialise dans l'aide aux communautés en danger. L'American Jewish Congress, organisation rivale de l'AJC, fondée et longtemps dirigée par le rabbin Stephen S. Wise noue des liens étroits avec les mouvements de défense des Noirs, telle la NAACP et se démarque de l'AJC en soutenant le mouvement sioniste. L'United Jewish Appeal (en) ou Appel unifié juif, créé en 1939, fédère plusieurs associations caritatives juives. Il faut aussi citer le Jewish Labor Committee (JLC), créé en 1934, incarnation américaine du Bund polonais. Cette organisation dont la première raison d'être est la défense des ouvriers juifs et particulièrement de ceux de la confection, très nombreux à New-York, se tourne rapidement vers le monde et dénonce le démantèlement des libertés syndicales dans les pays totalitaires européens puis particulièrement le sort des Juifs de ces pays.
Le développement de ces institutions illustre l'essor économique de la communauté juive. En 1900, 60 % de la communauté juive étaient ouvriers. Ils ne sont plus que 20 % à la fin des années 1920 alors que les cols blancs sont 50 à 60 % et les professions libérales 13 à 17 %. Louis Brandeis est le premier Juif à devenir juge à la Cour suprême des États-Unis, entre 1916 et 2010, 10 y siégeront.

### Série desCohens and Kellys
À partir de 1926, paraît une série de films américains intitulée The Cohens and Kellys, réalisée par Harry A. Pollard Les Cohen et les Kelly représentent deux familles, juive et irlandaise, vivant côte à côte dans les quartiers les plus pauvres de New York dans un état d'inimitié perpétuelle. Suivront Les Cohen et les Kelly à Paris (1928), Les Cohen et les Kelly à Atlantic City (1929), Les Cohen et les Kelly en Ecosse (1930), Les Cohen et les Kelly en Afrique (1930), The Cohens and Kellys in Hollywood (1932) et The Cohens and Kellys in Trouble (1933).

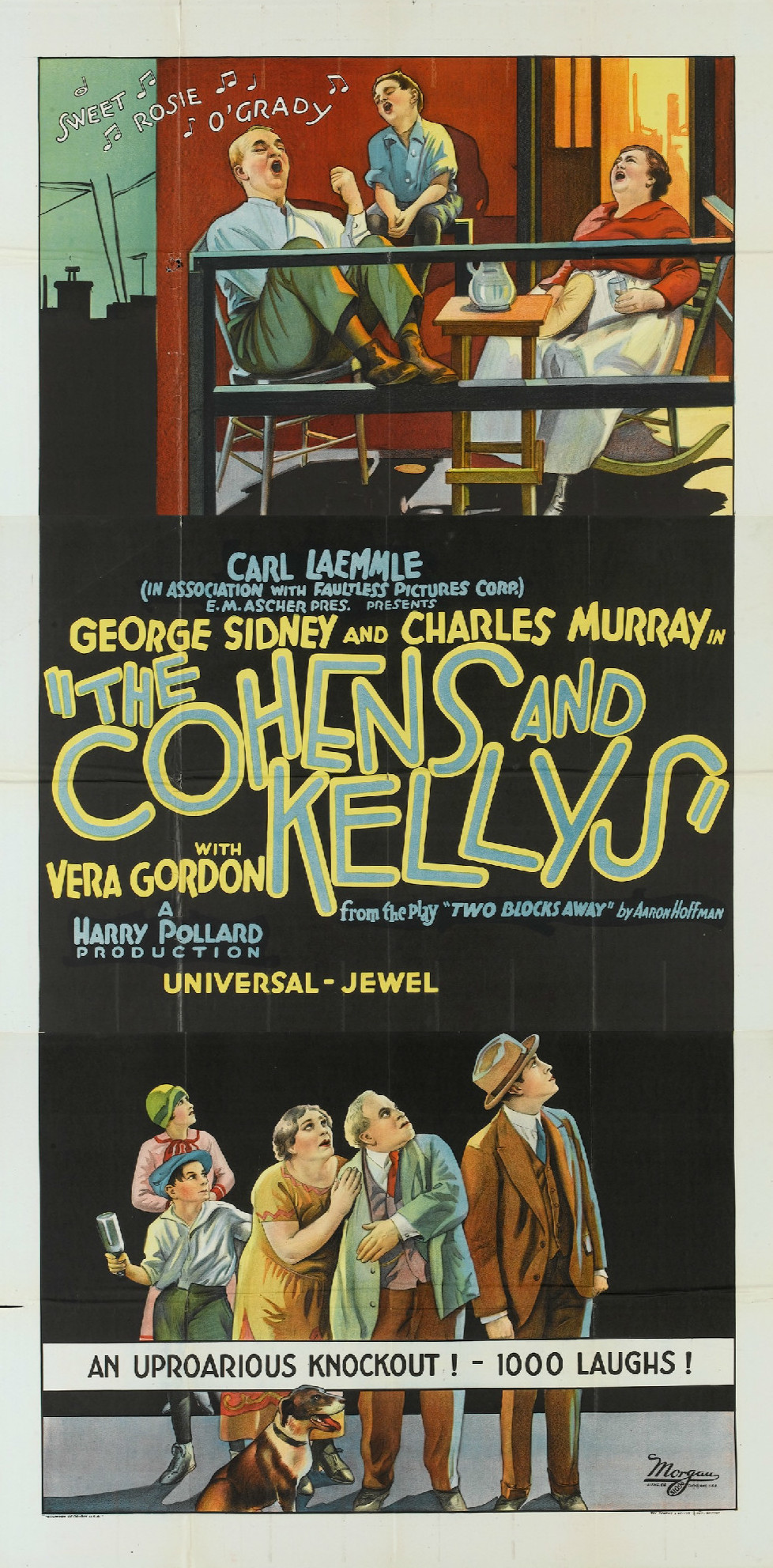
Premier film muet (à New York)
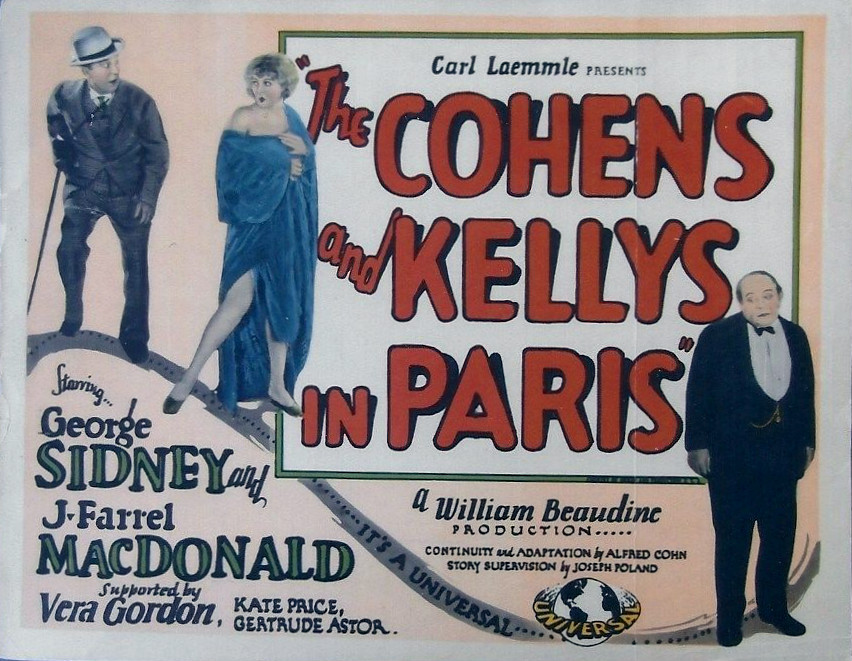
À Paris
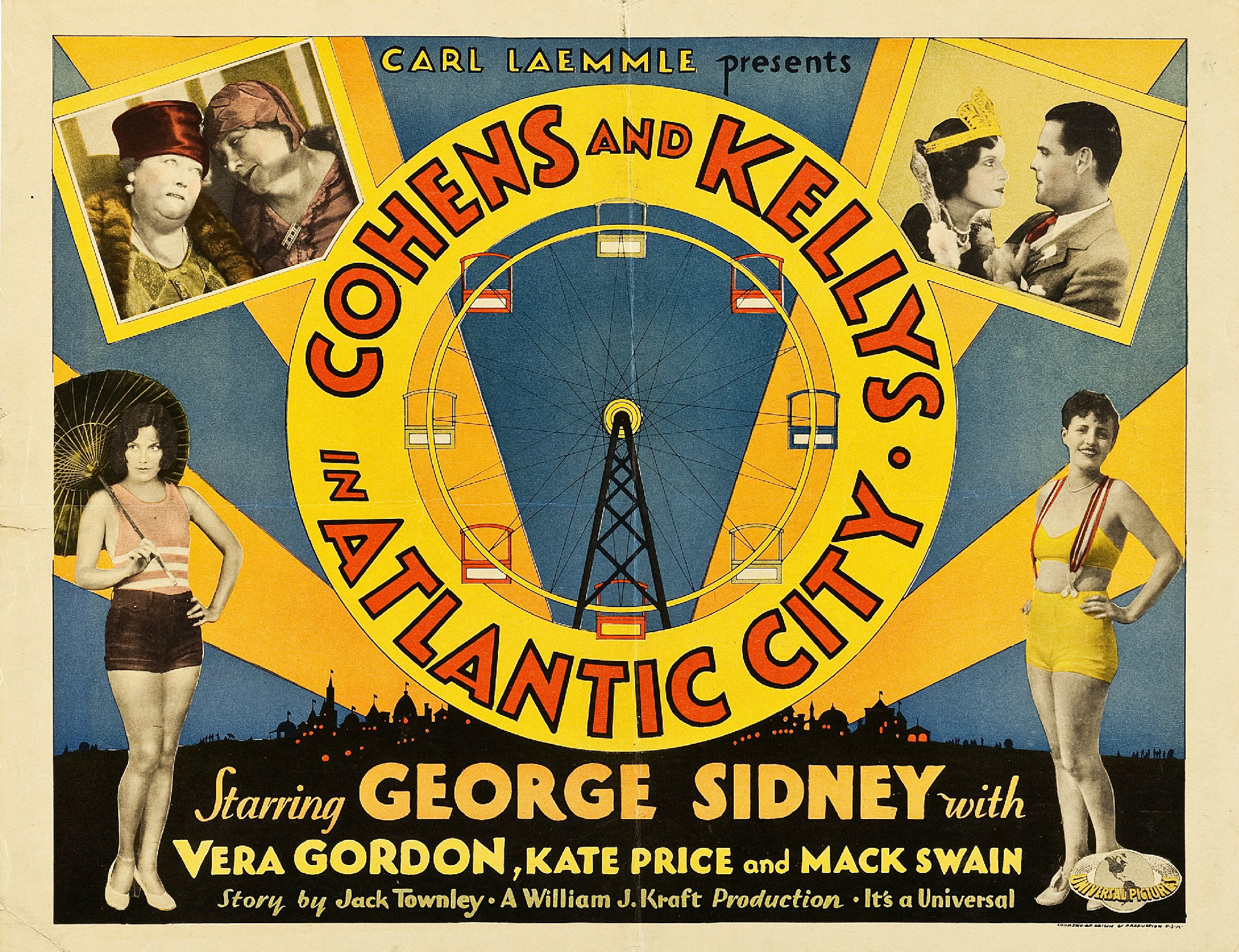
À Atlantic City
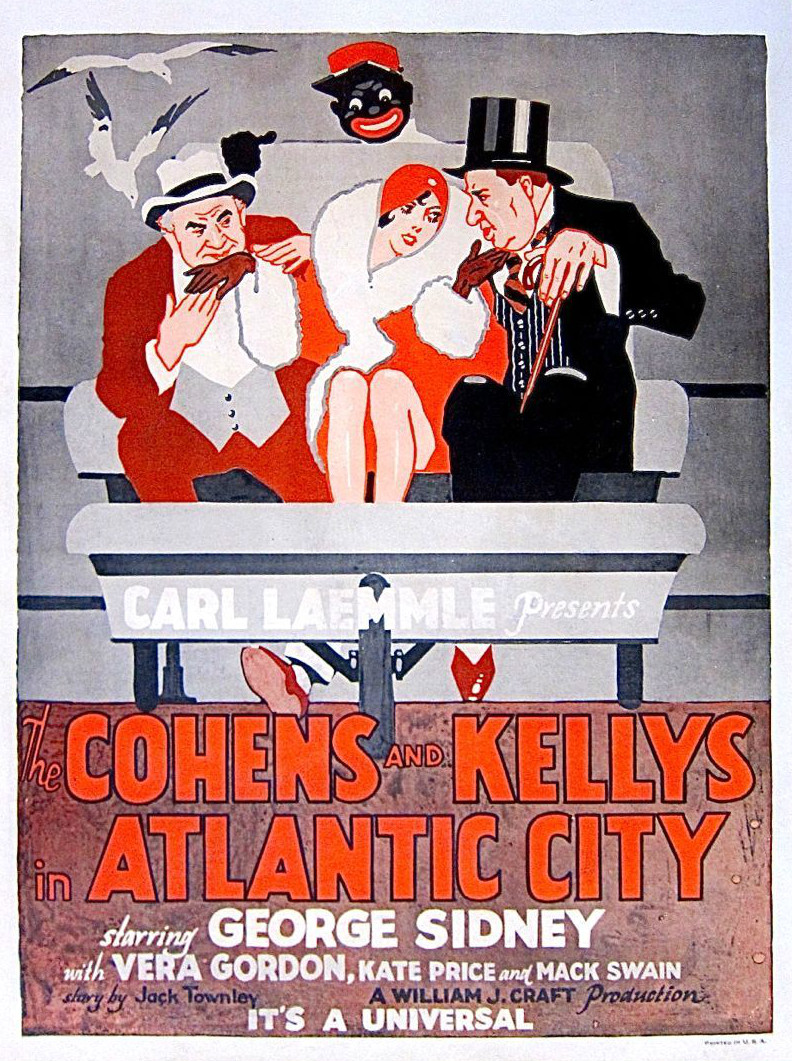
À Atlantic City
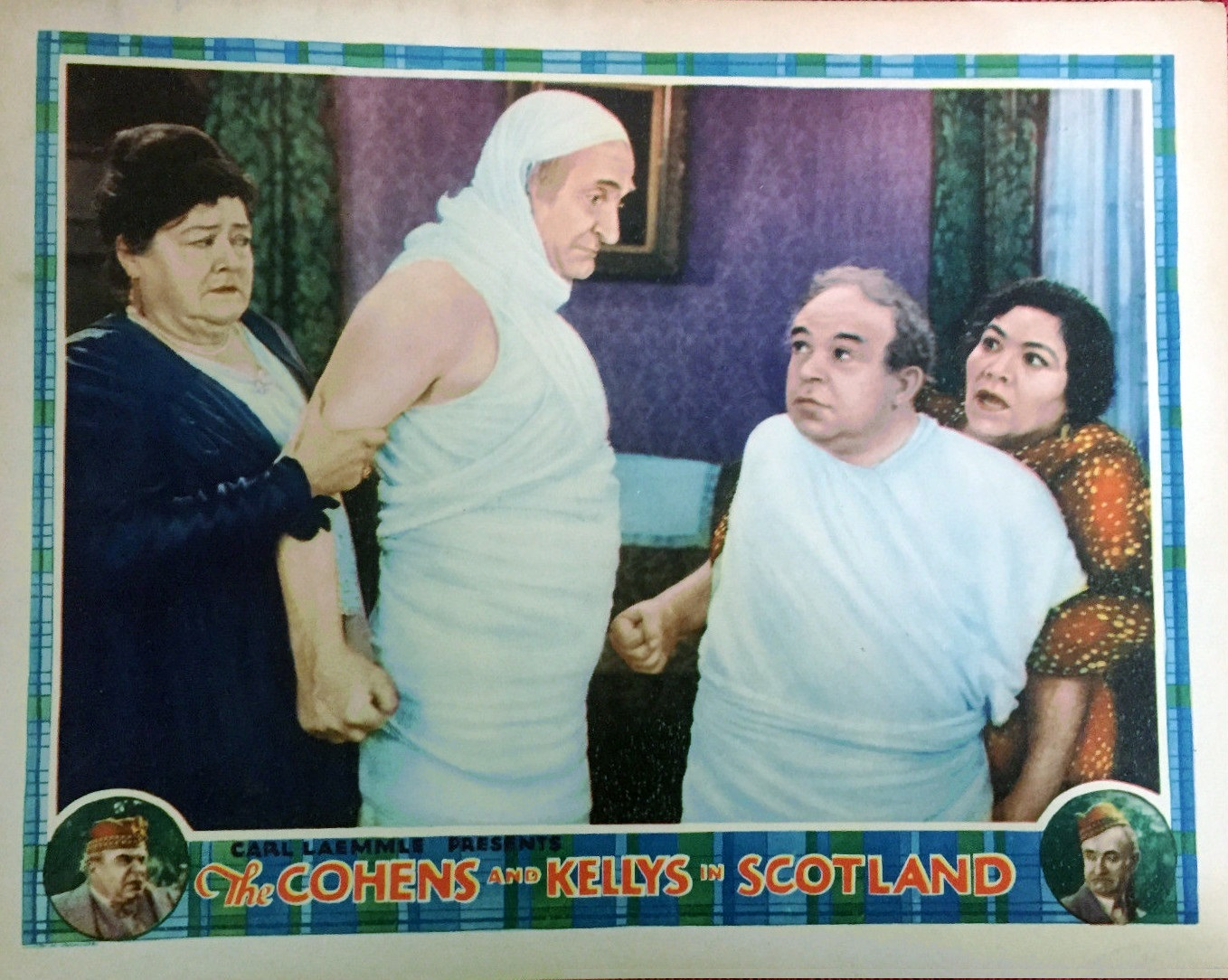
En Écosse
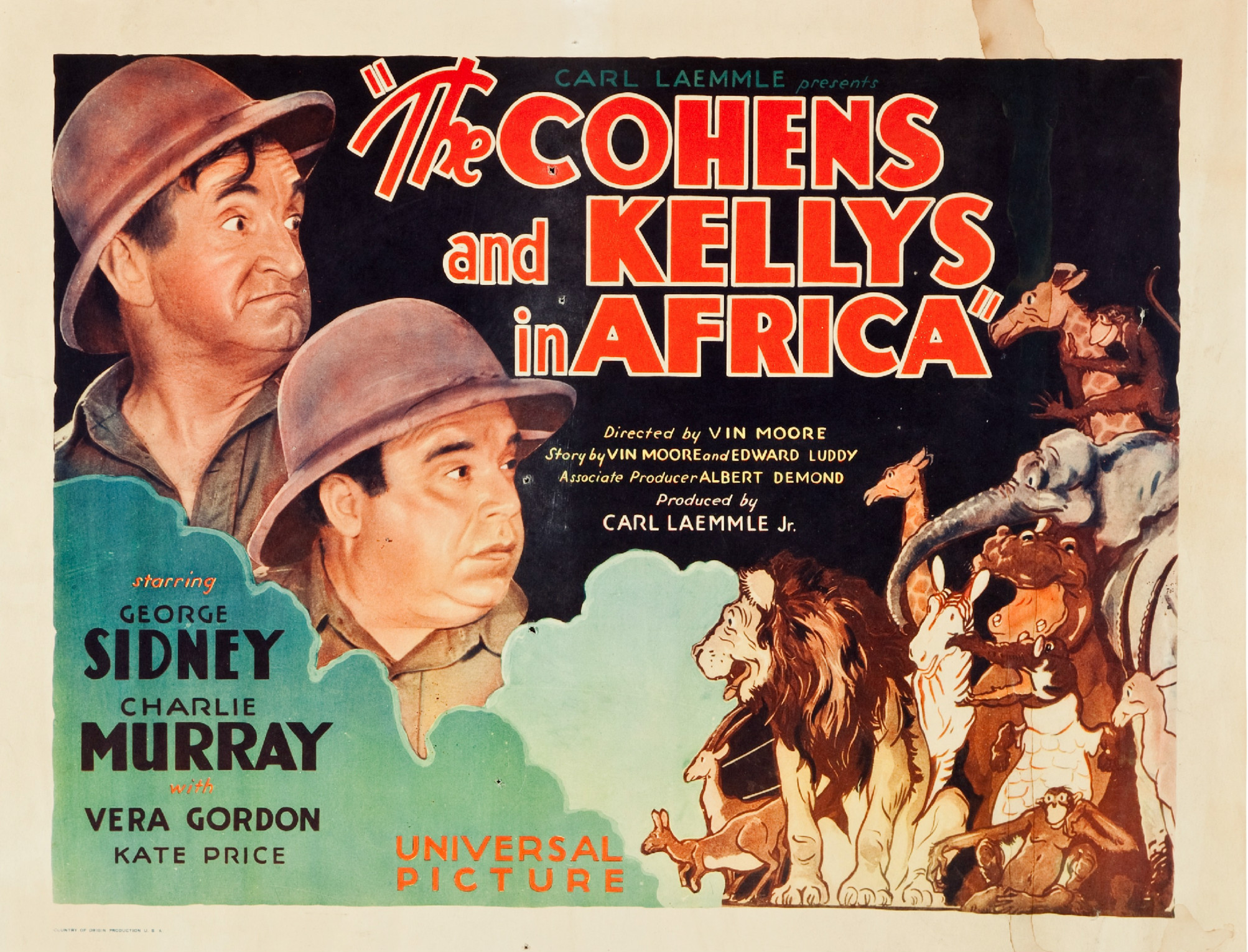
En Afrique
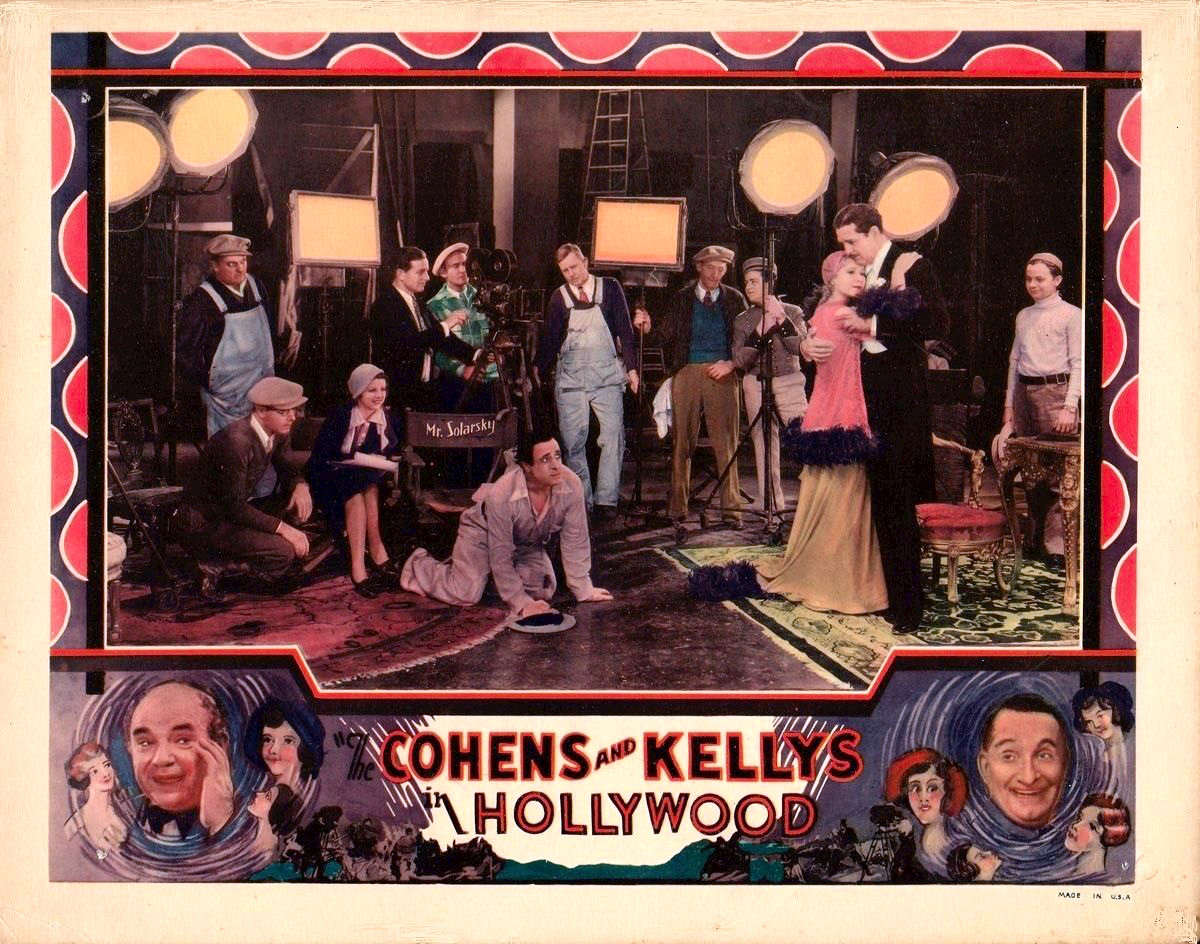
À Holywood

### Acceptation difficile

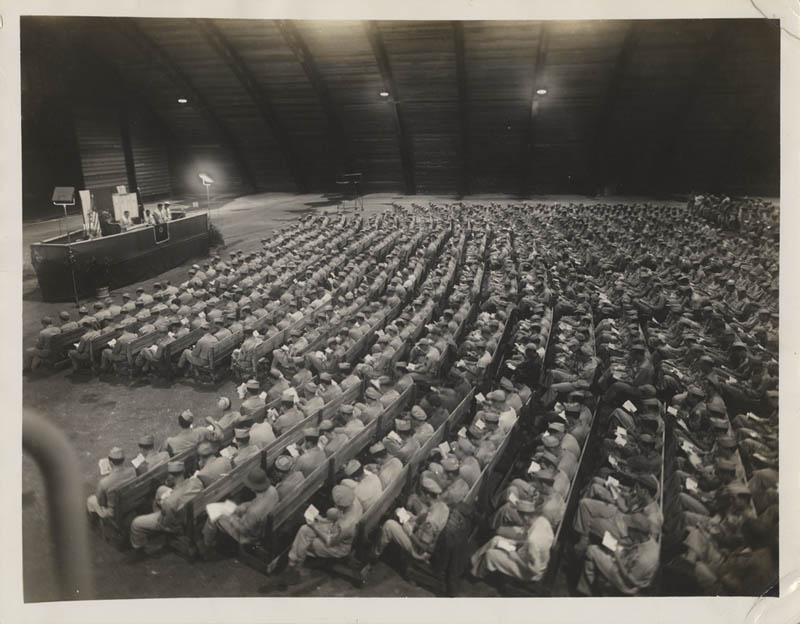
La 20th Air Force stationnée à Guam participe à l'office de Roch Hachana, 1945

Mais deux affaires démontrent que les Juifs ne sont pas encore pleinement acceptés par les Américains : malgré l'importance des organisations juives et les efforts du Joint, l'opinion publique américaine ne se mobilise pas, en 1939, ni pour les 20 000 enfants juifs allemands que tente de sauver le projet Wagner-Rogers, ni pour les 900 réfugiés juifs allemands du paquebot allemand Saint Louis, auxquels le président Franklin Roosevelt interdit de débarquer aux États-Unis et qu'il condamne donc au retour en Europe avec ses règlements mortifères. Malgré le sort réservé aux Juifs d'Europe, les États-Unis ne leur ouvrent donc pas leur porte. Il faut le soutien du Jewish Labor Committee et de l'AFL présidée par William Green ainsi que l'action isolée de Varian Fry, journaliste américain en France en 1940, pour que soit possible le passage en Amérique de quelques milliers de Juifs menacés en France, principalement des artistes et des intellectuels.

## Après-guerre

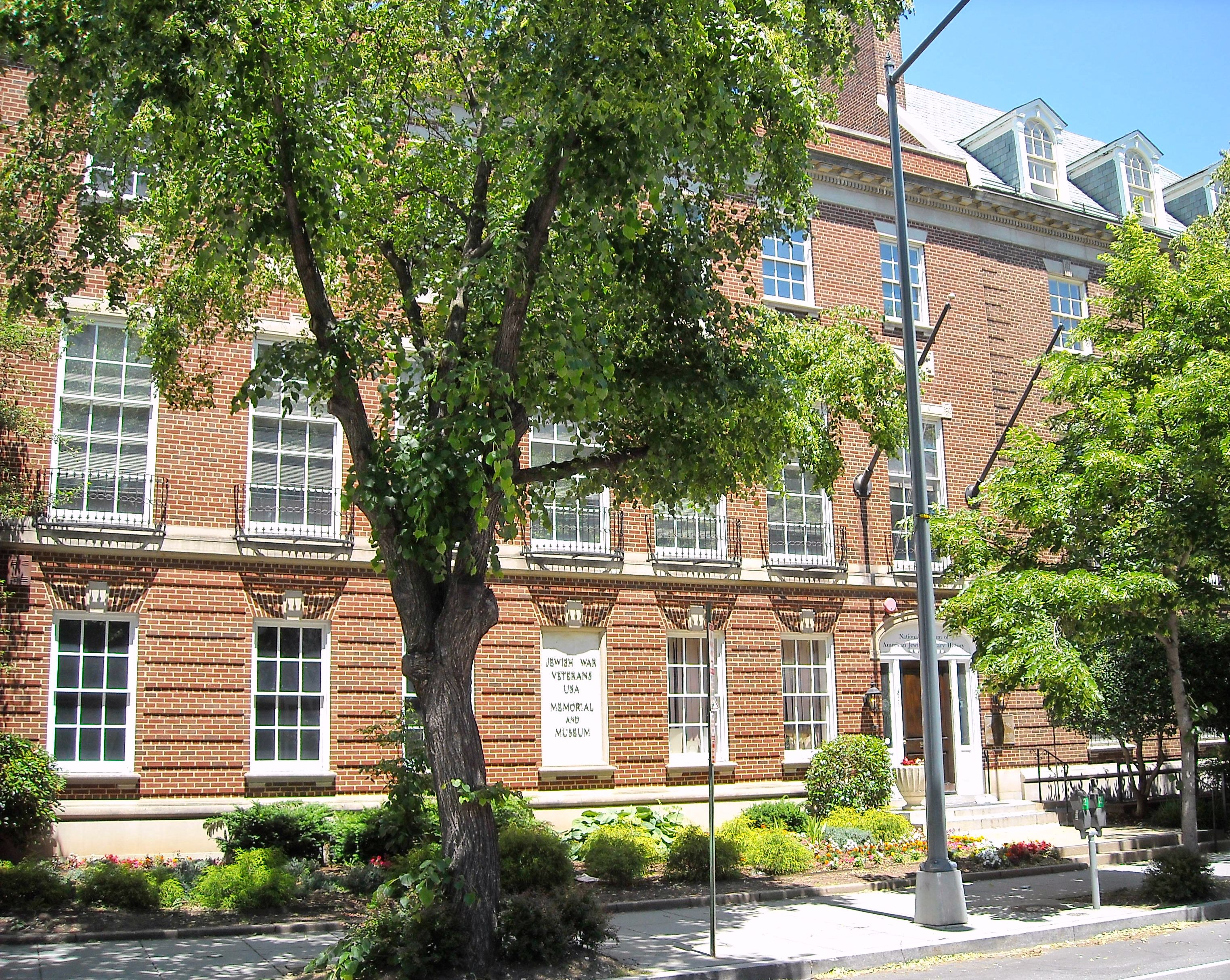
Mémorial et musée des anciens combattants juifs des États-Unis à Washington.

Les États-Unis n'ouvrirent pas leurs portes durant la Shoah mais après la guerre, la communauté juive américaine se trouve être la plus nombreuse et la plus riche des communautés juives au monde. Cette position et, selon Françoise Ouzan, un « sentiment de culpabilité lié à leur impuissance pendant la guerre » incitent les juifs américains, la paix revenue, à tout faire pour améliorer le sort des deux cent mille personnes juives déplacées qui croupissent dans des camps de réfugiés en Europe. La plupart ne veulent pas retourner dans les pays de l'est, libérés du nazisme par l'Armée rouge et ne peuvent aller en Palestine, dont les portes sont quasiment fermées par les Britanniques.
L'AJC milite pour l'admission de réfugiés aux États-Unis et le Joint organise les secours en Europe. Dès 1945, le président Harry Truman prend une directive permettant l'admission de 28 000 Juifs et finalement la loi de 1948 sur les personnes déplacées (juives ou non) permet l'admission de 400 000 réfugiés et, en tout 140 000 Juifs immigrent aux États-Unis entre 1946 et 1953.

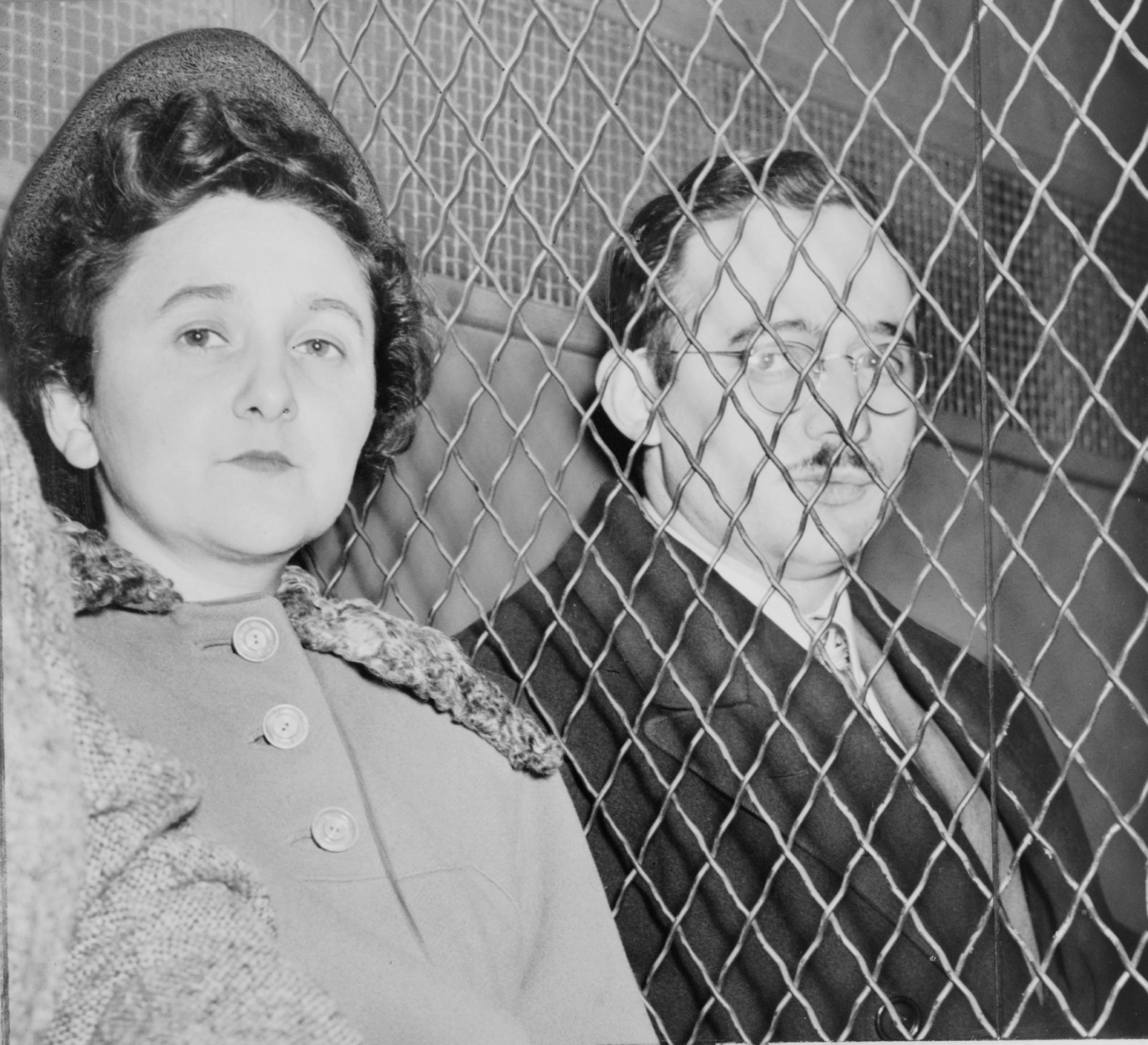
Ethel et Julius Rosenberg déclarés coupables d'espionnage (1951)

Au même moment se déroule le procès des époux Rosenberg, accusés d'espionnage au profit de l'Union soviétique. Les grandes organisations juives, telles l'AJC ou l'ADL ne les ont jamais soutenus, ne voulant pas soutenir des « communistes ».
La communauté juive de l'après-guerre se rassemble dans son soutien au jeune État d'Israël. Si l'aliyah reste très faible (moins de 1 200 personnes par an jusqu'à 1967), le soutien financier est très important (90 millions de dollars en 1948).
C'est l'époque où la synagogue cesse d'être uniquement une salle de prière ou d'étude pour se transformer en centre communautaire, d'autant plus que les judaïsmes réformé et conservateur deviennent majoritaires : on estime le nombre de réformés ou libéraux de cette période à 1 000 000, les orthodoxes à 2 000 000 et les conservateurs à plus de 2 000 000.

## De 1960 à nos jours
Ce qui marque le judaïsme américain depuis la Seconde Guerre mondiale, c'est sa réussite sociale : 16 % des médecins et 11 % des avocats américains sont juifs dans les années 1960. De nombreux écrivains juifs participent à la littérature américaine et font passer la culture juive dans la culture de tous les Américains. On peut citer Saul Bellow, prix Nobel de littérature en 1976, Chaïm Potok dont le roman l'Élu narre l'amitié de deux adolescents et leurs difficultés à vivre leur judaïsme orthodoxe ou conservateur dans la société américaine de la fin de la Seconde Guerre mondiale mais aussi Henry Roth, Arthur Miller, Herman Wouk ou Norman Mailer et plus récemment Philip Roth.

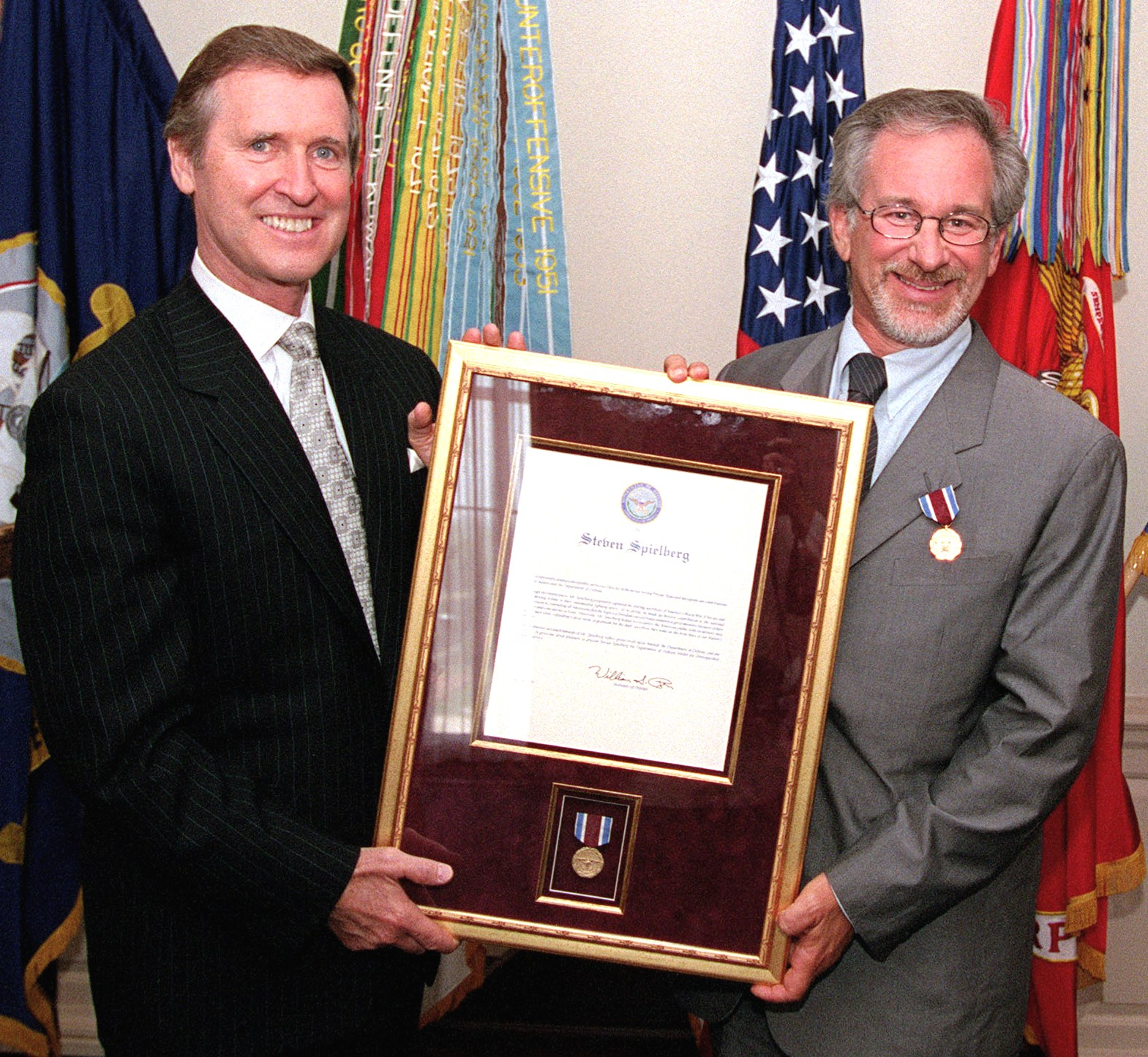
Steven Spielberg récompensé (1999).

Depuis l'avant-guerre, beaucoup des plus importants producteurs de cinéma étaient juifs, tels Darryl F. Zanuck et illustraient le cinéma américain. À partir des années 1970, les Juifs n'hésitent plus à utiliser des thèmes juifs, comme Woody Allen qui fait connaître mondialement l'humour juif new-yorkais dans le monde et ou comme Steven Spielberg dont le film La Liste de Schindler (1993) a comme sujet un épisode de la Shoah. Auparavant, la série Holocauste (1978) avait voulu déjà retracer la Shoah, non sans polémique autour du bien-fondé d'une telle initiative et du choix même du terme holocauste.
Cette réussite se traduit aussi sur le plan politique, avec quelques Juifs qui obtiennent une position importante au sein de l'administration américaine, comme Henry Kissinger, secrétaire d'état de Richard Nixon et de Gerald Ford, le sénateur Joseph Lieberman, candidat démocrate à la vice-présidence des États-Unis en 2000 ou Rahm Emanuel, chef de cabinet de la Maison-Blanche de Barack Obama.

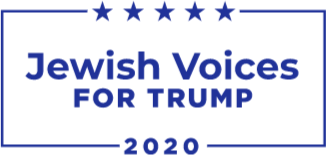
Logo pour un soutien juif à Trump pour l'élection présidentielle de 2020.

L'élection de Donald Trump en novembre 2016 suscite des interrogations dans la communauté juive américaine d'autant que l'on note rapidement une montée des actes antisémites. Lors d'une conférence de presse conjointe avec Benyamin Netanyahou le 16 février 2017, à une question sur les intonations xénophobes et racistes de son administration, il répond : « Quant aux personnes de confession juive – tellement d'amis ; une fille, qui est justement ici Ivanka Trump ; un gendre Jared Kushner ; et trois magnifiques petits-enfants… Je pense que vous allez voir des États-Unis très différents durant les trois, quatre, ou huit prochaines années. Je pense que beaucoup de bonnes choses se produisent. Vous allez voir beaucoup d'amour. Vous allez voir beaucoup d'amour. OK ? Merci. ». De plus, d'importantes organisations juives américaines rappellent leur soutien à deux États israélien et palestinien alors que la Maison-Blanche signale qu’une autre solution avec un seul État est tout aussi possible. Ainsi, le président de l’Union pour un judaïsme réformé déclare : « Seule une solution à deux États peut réaliser les objectifs des Israéliens et des Palestiniens ». Quant à l'American Jewish Committee (AJC), il rappelle qu’ « une solution à deux États est la seule résolution réaliste du conflit israélo-palestinien, établie par des négociations bilatérales directes entre les parties elles-mêmes »
Le 27 février 2017, le président Donald Trump se déclare « déçu et préoccupé » par la multiplication des actes antisémites : ce jour-là, presque 30 institutions juives ont été la cible de menaces à la bombe,.
La communauté juive américaine est beaucoup moins centralisée et plus diversifiée que la communauté française. Sur le plan religieux, même si les statistiques ne sont pas toutes cohérentes, les chiffres que fournit l'Histoire Universelle du Judaïsme donnent une idée de la situation actuelle : 75 % des Juifs déclarent appartenir à un courant religieux, dont 39 % de conservateurs, 29 % de réformés et 9 % seulement d'orthodoxes, parmi lesquels on trouve les haredim et aussi les orthodoxes modernes. Ces 3 mouvements sont organisés en fédérations au sein desquelles chaque communauté (« congregation » en américain) reste très indépendante. Il faut aussi ajouter les juifs reconstructionnistes, moins nombreux et tenant le judaïsme pour une civilisation plutôt qu'une religion.
La principale organisation qui défend les intérêts de la communauté juive américaine est l'American Jewish Committee fondé en 1906. À ses côtés, plus tournés vers les communautés juives du monde entier et Israël, il faut citer la « conférence des Présidents » fondée par Nahum Goldmann en 1955, qui regroupent les présidents des principales organisation juives. Le soutien à Israël est organisé par l'AIPAC (« America Israel Public Affairs Committee »), le lobby israélien « officiel » fondé en 1951 concurrencé depuis 2008 par J Street, une organisation pro-israélienne plus à gauche.

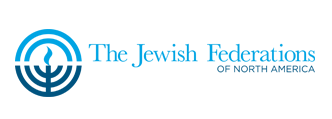
Logo d'United Jewish Communities.

Sur le plan caritatif, les différentes dénominations sont regroupées depuis 1999 au sein de l'UJC (« United Jewish Communities »), organisation qui a succédé à l'United Jewish Appeal. En 2009, l'UJC a été renommée JFNA (Jewish Federations of North America). Jerry Silverman est à la tête de JFNA depuis 2009.
En 2007, est créé le Conseil israélien américain (en anglais, Israeli American Council, IAC), une organisation américaine qui a pour mission « de construire et d'entretenir une communauté israélo-américaine unie pour les prochaines générations et d'encourager leur soutien à l'État d'Israël ».
Les Américains juifs sont majoritairement proches du Parti démocrate. Lors des élections de novembre 2018, les trois quarts d'entre eux ont voté pour un candidat démocrate, selon les enquêtes d’opinion effectuées à la sortie des urnes.

### Antisémitisme contemporain
L'antisémitisme reste présent dans les milieux de l'extrême droite américaine. Ainsi, le 13 avril 2014, un suprémaciste blanc abat trois personnes sur les sites d'un centre culturel et d'une maison de retraite juifs à Kansas City,.
Le 27 octobre 2018, une fusillade par un suprémaciste blanc fait 11 morts dans une synagogue de Pittsburgh, ce qui en fait l'attaque antisémite la plus meurtrière de l'histoire des États-Unis.
Dans un article publié le 27 octobre 2018, immédiatement après la fusillade de Pittsburgh, dans The New Yorker par Alexandra Schwartz, l'auteur pointe les signes avant-coureurs de l'attentat et la montée de l'antisémitisme aux États-Unis depuis la campagne présidentielle de 2016, avec en particulier une recrudescence de la négation de la Shoah et l'explosion du « vitriol antisémite » sur Internet. L'auteur démontre que l'antisémitisme n'avait pas pris une telle ampleur dans la culture américaine depuis le début des années 1940.
L'année 2019 est marquée par trois attaques antisémites : la fusillade de la synagogue de Poway, une fusillade contre les clients d'un supermarché cachère de Jersey City (New Jersey) et une attaque à l'arme blanche au domicile d'un rabbin de Monsey (État de New York) qui font plusieurs morts et plusieurs blessés.
De nombreux signes antisémites sont aperçus chez les partisans radicaux de Donald Trump, qui envahissent le Capitole le 6 janvier 2021 : tee-shirt « Camp Auschwitz », tatouages et symboles néonazis, ou membres connus de groupuscules néonazis américains. Pour Tristan Mendès France, les thèses complotistes ayant explosé avec le coronavirus, l’antisémitisme « est de plus en plus visible, de plus en plus à visage découvert, et a de plus en plus de toxicité. »
En novembre 2022, après que le FBI a fait part de menaces contre les synagogues du New Jersey, le directeur du FBI, Christopher Wray déclare qu’environ 63 % des crimes de haine religieuse étaient motivés par l'antisémitisme alors que les Juifs ne réprésentent que 2,4% de la population américaine. Il précise que l’agence fait le nécessaire pour lutter contre une menace élevée au rang de « priorité nationale ».

#### Après le 7 octobre 2023
Le 7 octobre 2023, le Hamas massacre la population des kibboutzim sur le pourtour de la bande de Gaza, faisant plus d'un millier de morts - outre les viols et les enlèvements ; Israël entreprend alors de détruire le Hamas en bombardant puis envahissant la bande de Gaza. Ces événements déclenchent immédiatement une flambée d'antisémitisme, particulièrement sur les campus universitaires américains. Les présidentes des universités Harvard (Claudine Gay), de Pennsylvanie ((en)Elizabeth Magill) et du MIT ((en)Sally Kornbluth), appelées à témoigner le 7 décembre 2023 devant le Congrès qui veut dénoncer l'« antisémitisme endémique » sur les campus, fournissent des réponses jugées inacceptables par la commission chargée des questions d’éducation à la Chambre des représentants. Les présidentes répondent évasivement à la question de savoir si « appeler au génocide des juifs viole le code de conduite » de leurs universités. Si la présidente de Harvard revient plus tard sur ses propos dont elle se dit « désolée », celle de l'Université de Pennsylvanie doit démissionner pour ses propos « extrêmement lénifiants ».
Le 22 mai 2025, deux membres du personnel de l'ambassade d'Israël à Washington sont assassinés devant le musée juif de Washington après y avoir participé à une réception organisée par l'American Jewish Committee. Le président américain, Donald Trump déclare sur son réseau Truth Social : « Ces horribles meurtres à Washington, évidemment motivés par l’antisémitisme, doivent cesser, MAINTENANT ! […] La haine et le radicalisme n’ont pas leur place aux États-Unis ».
Le 1er juin, un rassemblement à Boulder (Colorado) de soutien aux otages israéliens du Hamas est visé par une attaque au cocktails Molotov qui fait un mort.

### Démographie

Pourcentage de population juive aux États-Unis en 2000

Malgré une immigration significative en provenance de l'ancienne URSS et aussi l'installation de nombreux Israéliens aux États-Unis, la population juive américaine a stagné durant les 50 dernières années. Elle est estimée en 2008 à 5 275 000 en très légère baisse par rapport à 1970. Les Juifs deviennent donc relativement moins importants dans la population américaine qui est, elle, toujours en croissance. Ainsi, ne représentent-ils plus qu'environ 1,7 % de la population des États-Unis contre près de 3,7 % juste avant la Seconde Guerre mondiale. Ce déclin est lié à un faible taux de fécondité, qui entraîne aussi un vieillissement de la communauté juive, et à un très fort taux de mariages mixtes.
Toutefois, à la fin des années 2010, deux statistiques semblent montrer une augmentation du nombre de Juifs : selon Sergio DellaPergola qui explique la difficulté de ces estimations, le nombre de personnes qui s'identifiaient comme juives en 2018 aux États-Unis se montaient à 5 700 000 et selon le Steinhardt Social Research Institute de l’université Brandeis, le nombre de Juifs était compris entre 7,1 millions et 7,8 millions.
Au point de vue géographique, New York reste le centre de la vie juive américaine, même si son importance relative a décru de 56 % dans les années 1930 à 38 % dans les années 1990, au profit de Los Angeles, Miami, Chicago, etc..

### Notes

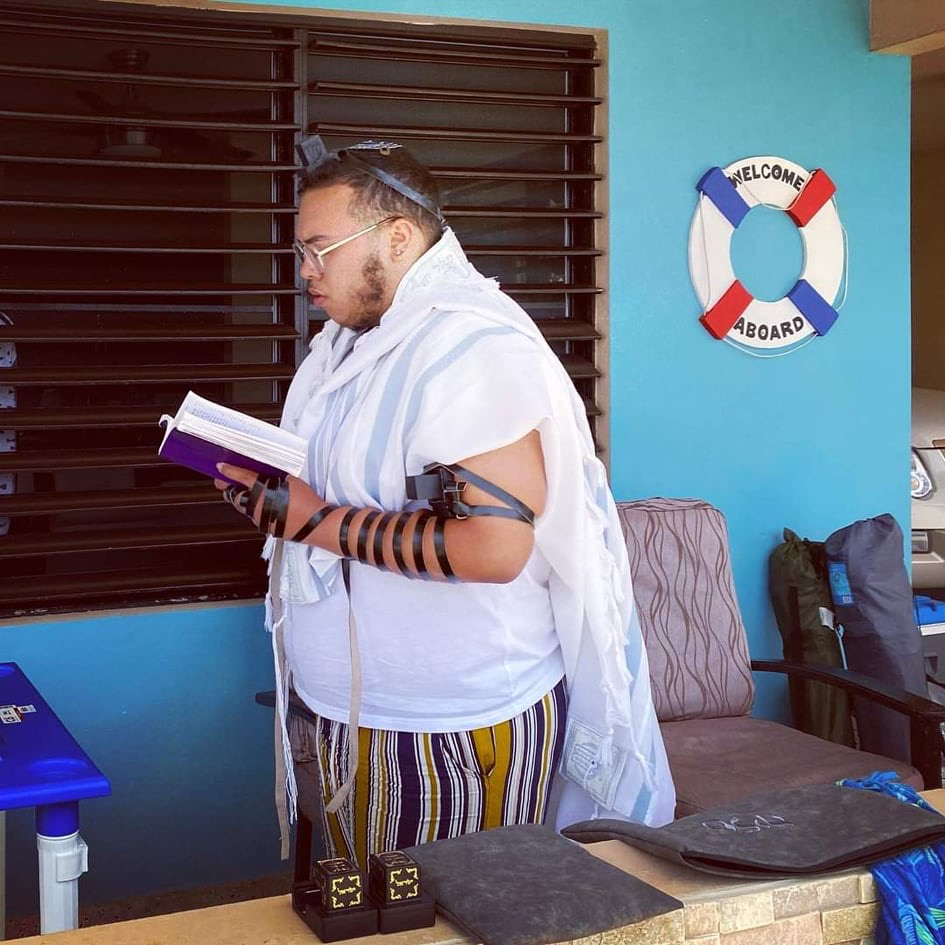
Juif de Porto Rico priant (2020)